# Mesopotamische Kunst

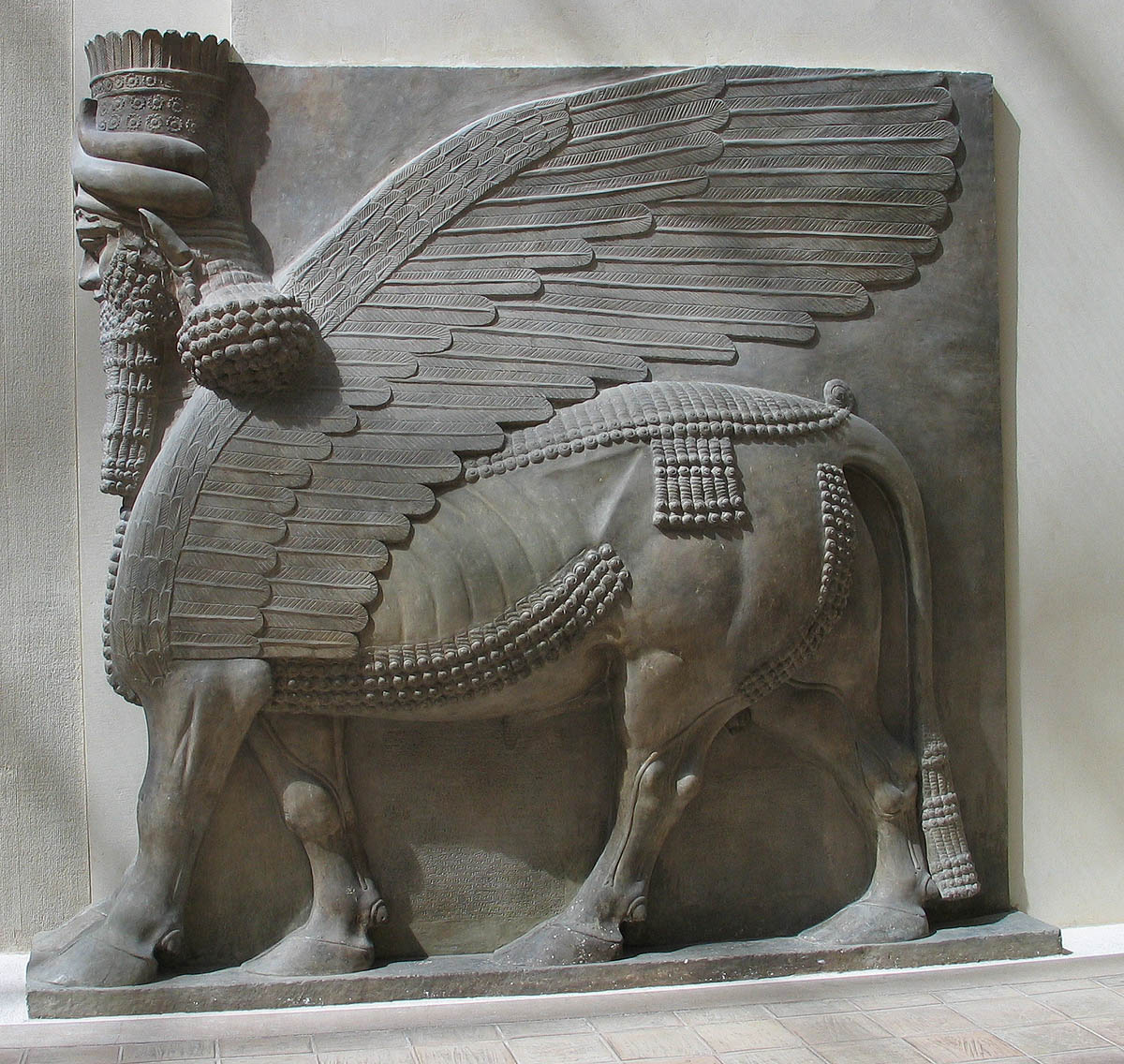
Statue aus Khorsabad, Louvre, Paris

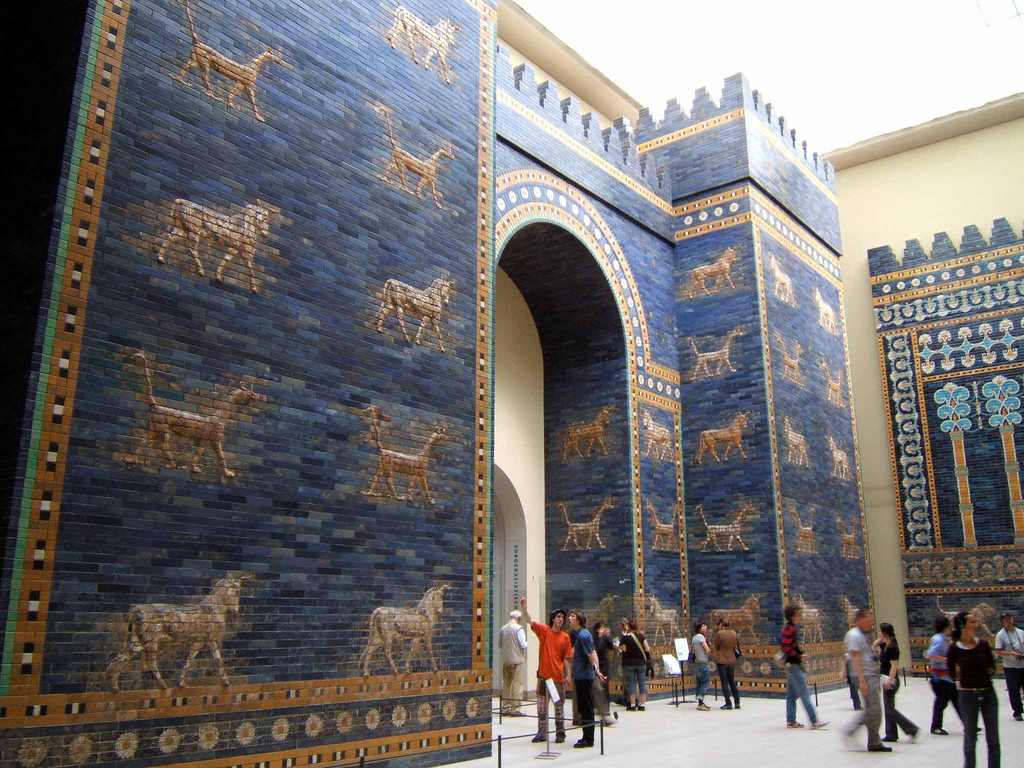
Ischtar-Tor, Pergamonmuseum, Berlin

Die mesopotamische Kunst repräsentiert die kulturelle Blüte einer der ersten Hochkulturen des Alten Orients ab etwa 3000 v. Chr.
Mesopotamien, das Zweistromland zwischen Euphrat und Tigris, umfasst Gebiete des heutigen Irak, Südwest-Irans, Syriens und Südost-Anatoliens. Diese Region wird seit dem Neolithikum von Menschen besiedelt, die hier um 3000 v. Chr. erstmals den Rang einer Hochkultur erreichten. Dieser Hochkultur liegt vor allem das Volk der Sumerer zugrunde. Im Laufe des dritten Jahrtausends tritt mit den Akkadern eine semitische Gruppierung auf, die sich schließlich durchsetzt und deren Nachfahren (vor allem die Assyrer) bis in das erste Jahrtausend hinein die dominierende Gruppierung im Alten Orient bleibt. In der Mitte des zweiten Jahrtausends tritt mit den Kassiten eine weitere Ethnie auf, die vor allem im Süden Mesopotamiens für mehrere Jahrhunderte dominant bleibt. Erst in der Spätzeit des Alten Orients gewinnen die Perser die Oberhand.
Diese und andere Völkerschaften steuerten ihren Beitrag zur Kunst des Landes bei. Trotzdem gibt es bestimmte Elemente, die über die Jahrtausende konstant bleiben oder zumindest als typisch mesopotamisch erachtet werden können. In der Architektur ist es die Verwendung von Lehmziegeln und der Bau von Tempeltürmen, den Zikkurats. Die Plastik hatte nur im dritten vorchristlichen Jahrtausend eine größere Bedeutung. Im Flachbild ist vor allem die Glyptik bemerkenswert. Flachreliefs erfreuten sich in fast allen Epochen einer großen Beliebtheit, erlebten aber unter den Assyrern, die ihre Paläste damit reich ausschmückten, einen Höhepunkt. Von der Malerei, die einst sicherlich bedeutend war, ist, von Zufallsfunden abgesehen, nur wenig erhalten.
Zur besseren Übersicht werden die Kulturen und Reiche im Folgenden geografisch eingeordnet, wobei sich die Verortung jeweils auf das Kerngebiet und nicht auf die Gesamtverbreitung bezieht.

## Südmesopotamien

### Frühgeschichte
Die Frühgeschichte Mesopotamiens entspricht ungefähr der Zeit von 3500 bis 2900 v. Chr. Es sind die Uruk VI-IV und Dschemdet-Nasr-Zeit genannten Perioden, in welchen vor allem in Uruk monumentale Tempelanlagen errichtet wurden. Man nennt diese Zeit gelegentlich auch „frühsumerische Zeit“, da die sich zeitlich anschließende Epoche vor allem von der Kultur der Sumerer geprägt war. Da jedoch unklar ist, wann und wie die sumerische Bevölkerung nach Mesopotamien gelangt ist, bleibt diese Bezeichnung anachronistisch.

#### Architektur
Die beeindruckendsten Monumente der Frühgeschichte sind die Tempelanlagen von Uruk. Hier wurden monumentale Bauten errichtet. Ihnen ist meist eine mit Nischen versehene Fassade gemeinsam. Das Innere hatte einen T-förmigen Hof.

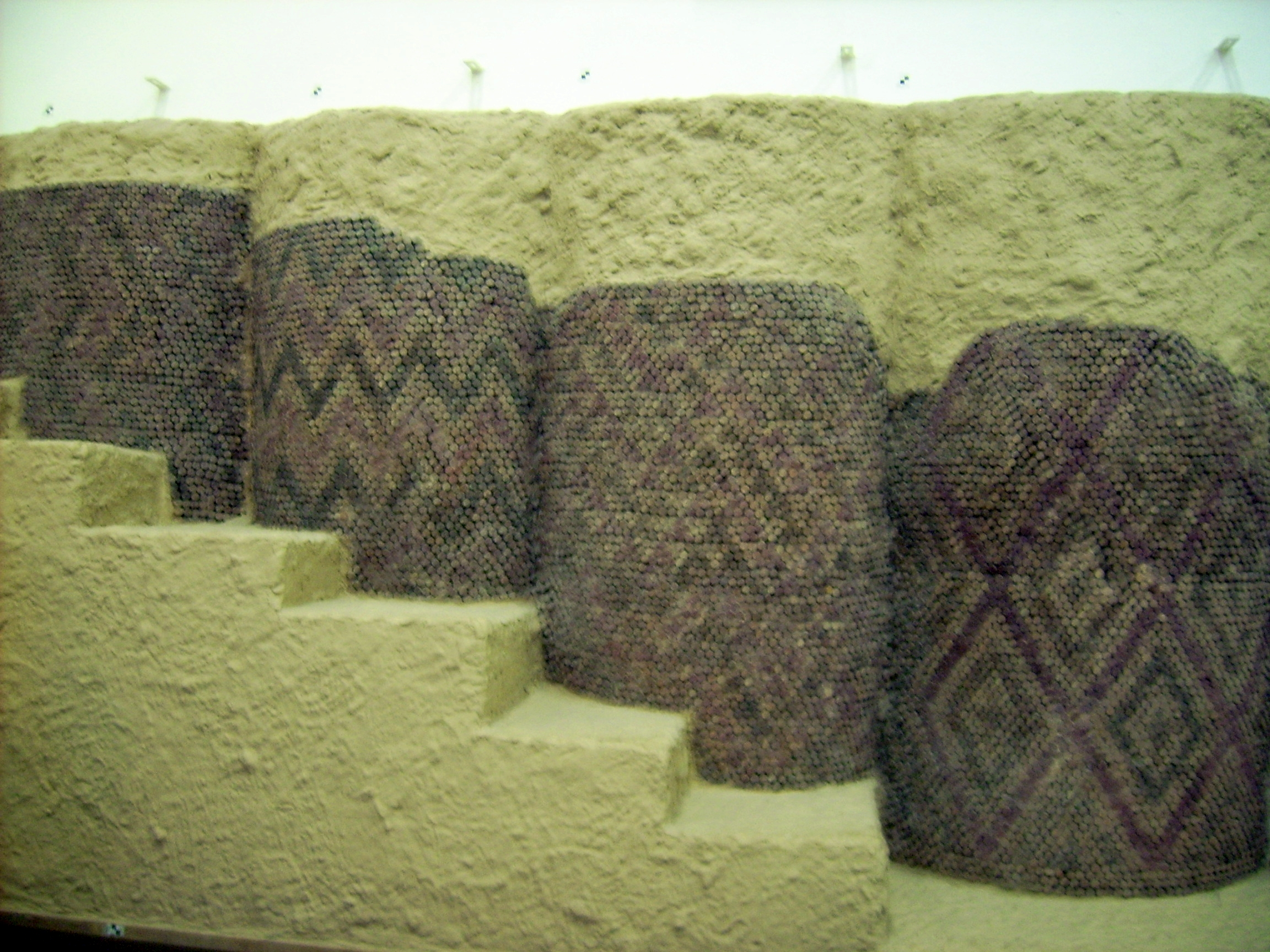
Mosaik vom Steinstifttempel

Der sogenannte Kalksteintempel war 70 × 30 m groß und aus Kalksteinblöcken errichtet. Dies ist schon allein bemerkenswert, da sonst so gut wie alle mesopotamischen Bauten aus Lehmziegeln bestanden. Es ist jedoch unsicher, ob der ganze Bau oder nur seine Fundamente aus Stein bestanden. Der Bau war streng symmetrisch angelegt. In seinem Inneren befand sich ein großer, fast die ganze Länge einnehmender Hof, der von diversen Räumen umgeben war. Im Süden erweiterte sich der Hof, sodass das Innere im Grundriss T-förmig erscheint. Der Bau war mit einer Nischenfassade versehen. Die Funktion als Tempel ist nicht gesichert, scheint aber durch die Masse und Form der Architektur, die anderen Tempeln in der Anlage entspricht, wahrscheinlich. Der Inanna-Tempel in Uruk war mit Säulen geschmückt und hatte einen monumentalen Hof. Die Wände waren mit Mosaiken dekoriert, die aus kleinen Stiften geometrische Muster bildeten.
Andere Tempel dieser Zeit konnten in Eridu, Tell Uqair und Tell Brak ausgegraben werden. Diese Beispiele haben einen inneren Hof ohne die Erweiterung. Viele dieser Tempel stehen auf einem Podium, waren also über den Rest der Stadt erhaben. Im Tempel von Tell Uqair fanden sich umfangreiche Reste von Wandmalereien.

#### Rundbild

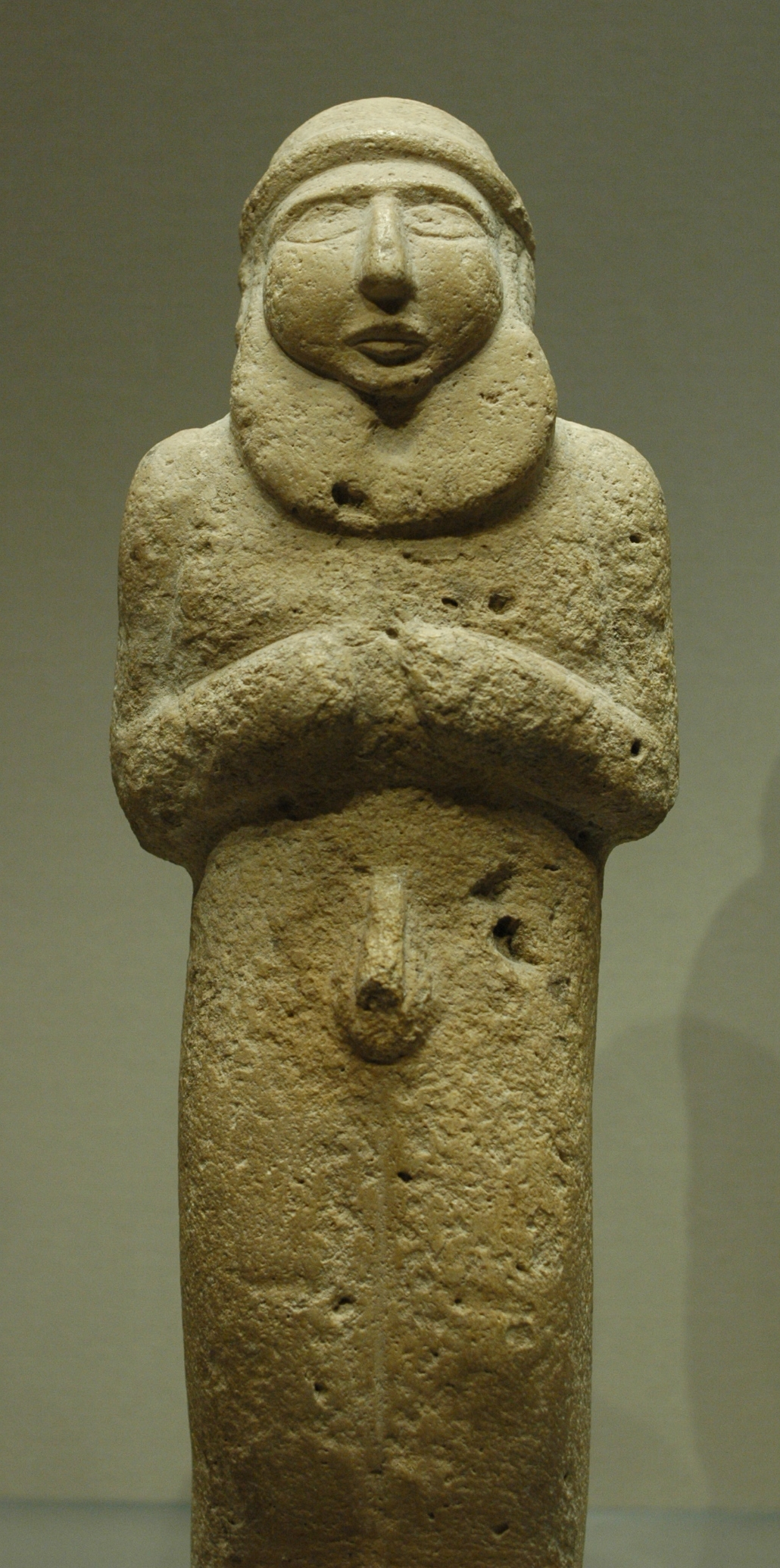
Sog. Bärtiger Mann aus Warka

Es gibt nur wenige Rundbilder aus dieser Phase. Es handelt sich meist um anspruchslose Tonidole, wenige sind in Stein gearbeitet. Diese sind meist eher grob. Eine Statue aus Uruk, die sich heute im Louvre befindet, zeigt einen nackten Mann. Er trägt ein wulstiges Stirnband und einen vollen Bart. Die Beine sind nur summarisch gearbeitet. Die Interpretation des Werkes bereitet Schwierigkeiten. Nackt werden in der Regel Gefangene dargestellt, während Haar- und Barttracht auf einen Fürsten deuten. Ist hier ein gefangener Fürst wiedergegeben?
In einer Schicht der Dschemet-Nasr-Zeit in Uruk fand sich auch ein nahezu lebensgroßer Frauenkopf aus Marmor. Es handelt sich um das Teil einer Kompositstatue. Anstelle der Augenbrauen und Augen finden sich Rillen und Höhlen, die einst Einlagen enthielten. Auch der Scheitel weist eine Rille auf, die sicherlich zur Befestigung einer Haartracht diente. Dieses Gesicht gilt als das frühste rundplastische Kunstwerk ersten Ranges.

#### Flachbild
Aus dieser Epoche stammen einige Alabastergefäße, deren Außenseiten mit flachen Reliefs dekoriert sind und einen guten Eindruck von der künstlerischen Höhe dieser Zeit vermitteln. Eine hohe Vase aus Uruk zeigt Szenen in drei Registern. Im obersten sind Träger dargestellt, die einer Person, vielleicht einer Gottheit, diverse Gaben bringen. Im mittleren Register erscheinen nur Opferträger und zuunterst Tiere und Pflanzen. Die Interpretation der Darstellungen ist unsicher. Wird hier ein reales Ereignis oder eine mythologische Begebenheit wiedergegeben? Die Figuren sind voll, etwas gedrungen, aber doch wohl proportioniert.

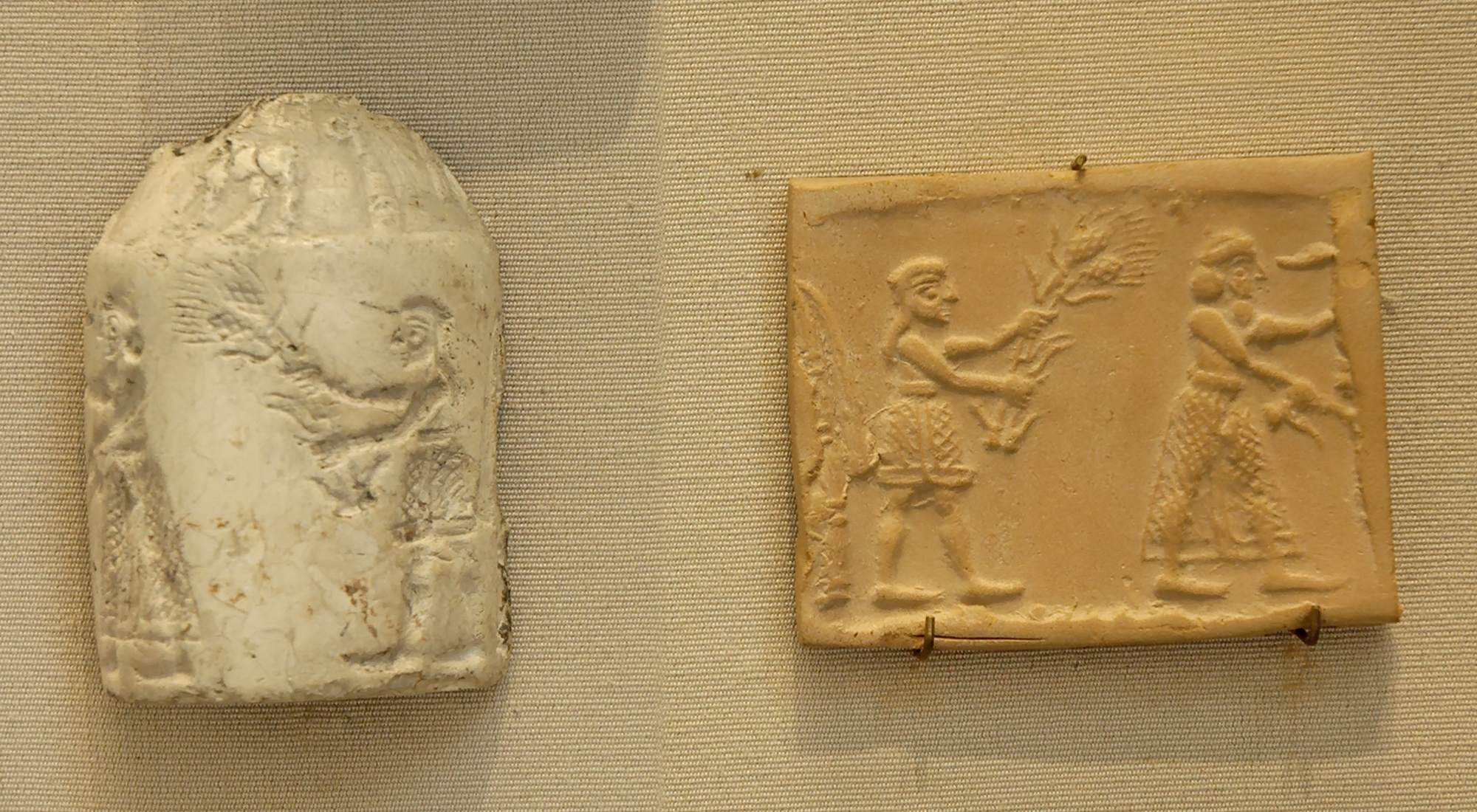
Zylindersiegel

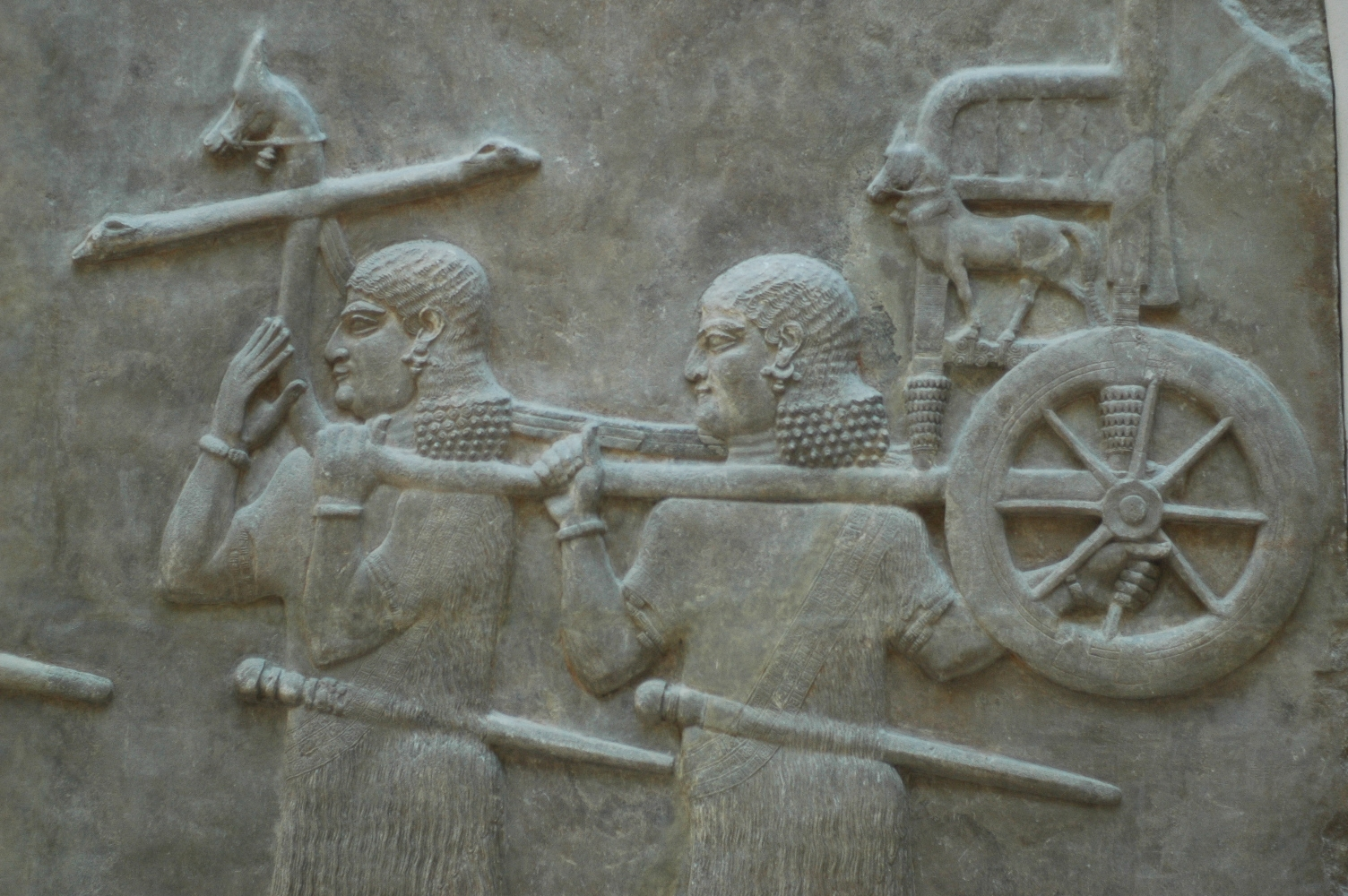
Relief aus Dur Scharrukin

Im Flachbild sind auch zahlreiche Darstellungen auf Rollsiegeln erhalten. Ein weites Repertoire an Bildern ist belegt. Es gibt kultische Darstellungen, Opfer- sowie Jagd- und Kriegsszenen. Besonders typisch für diese Periode sind Darstellungen wilder Tiere und Mischwesen, die oftmals heraldisch angeordnet sind.

### Frühdynastikum
Dies ist die Periode von circa 2900 bis 2350 v. Chr. Es sind die Namen erster Herrscher überliefert, die auch auf zeitgenössischen Denkmälern belegt sind. Die politisch führende Rolle hatte die Stadt Kiš inne. In vielen Bereichen sind Neuansätze in der Kunst und Bautechnik zu beobachten, die es rechtfertigen, dies als eigene Epoche zu behandeln. Das Menschenbild ist vor allem durch die Abbildung großer Augen und großer Nasen gekennzeichnet. Die Figuren wirken oft expressionistisch, naturfern und sind hochgradig stilisiert.

#### Architektur
In der Baukunst halten neue Techniken Einzug. Es erscheinen nun plankonvexe Ziegel, die auf einer Seite gewölbt sind. Für wichtige Bauten werden tiefe Gruben ausgehoben, die oftmals mit reinem Sand gefüllt wurden. Aus dieser Periode stammt das erste bekannte monumentale Palastgebäude Mesopotamiens.
Der am besten erforschte Tempel dieser Periode ist der Ovaltempel in Hafaǧi. Der eigentliche Tempelbau steht auf einer Plattform, auf die man über eine Treppe gelangte. Vor der Plattform lag ein großer Hof, um den sich diverse Räume gruppierten. Die ganze Anlage war von einer ovalen Mauer umgeben. Ein vergleichbarer, schlechter erhaltener Tempel wurde in el-Obed ausgegraben. Der Tempel des Šarra in Tell Agreb ist ganz anders konzipiert. Es handelt sich um einen fast quadratischen Bau mit starken Außenmauern und verschiedenen Höfen. Obwohl diese Tempel zunächst unterschiedlich wirken, haben sie jedoch die Tempelmauer gemeinsam, die sie von der Außenwelt abschirmen. Im Tempelbereich befanden sich Priesterwohnungen und Wirtschaftseinheiten.
Der erste bisher ausgegrabene Palast stammt aus Kiš. Das Gebäude besteht aus zwei Teilen, die nacheinander errichtet wurden. Es gab einen monumentalen Eingang. Im Zentrum des nördlichen und älteren Baues befand sich ein Hof, der wohl der Kern der Anlage war. Im Süden lag ein späterer Anbau mit zwei großen Hallen im Westen. Der Plan ist rechtwinklig.

#### Plastik

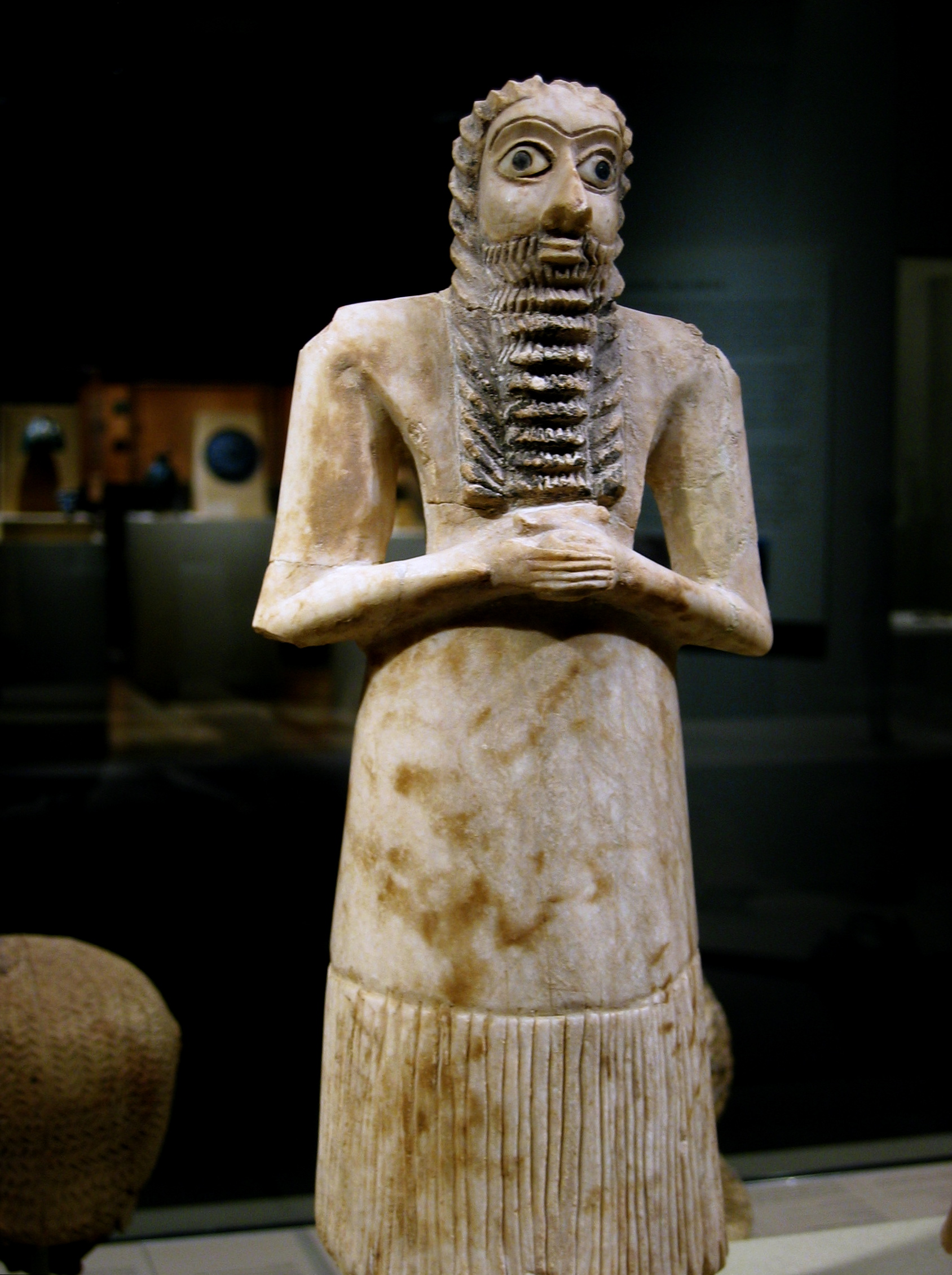
Beterstatue

Es gibt zahlreiche Bildwerke aus dieser Periode. Sie fanden sich meist in Tempeln und stellen wohl Beter vor Gottheiten dar. Sie tragen in der Regel einen langen Bart und langen Rock, der am unteren Ende mit einem Zottensaum versehen ist. Der Oberkörper ist nackt. Frühere Beispiele wirken oft stark stilisiert. Die Figuren haben übergroße Augen, eine große Nase und der Kopf ist meist zu klein im Verhältnis zum Körper.
Einige Bildwerke aus Mari zeigen vergleichbare Stilmerkmale, jedoch in abgeschwächter Form. Hier ist die Hinwendung zu einer eher naturalistischen Darstellungsweise zu beobachten.

#### Flachbild
Eine gut bezeugte Denkmälergruppe sind Weihetafeln. Sie sind meist in drei Register gegliedert und haben als Hauptthema eine Symposionsszene. Auf der einen sitzt eine Frau, auf der anderen ein Mann. Beide halten sie jeweils einen Trinkbecher in der Hand. Zwischen beiden steht ein großer Mischkrug, daneben gibt es zahlreiche Diener, Musikanten und Tänzer. In der Mitte haben die Tafeln ein Loch, durch das sie offensichtlich an einem bisher nicht sicher identifizierten Objekt oder an eine Tempelwand angebracht wurden. Der Stil der dargestellten Figuren erinnert an zeitgenössische Statuen. Nase und Augen sind übergroß. Die meisten Figuren erscheinen mit freiem Oberkörper und tragen einen Rock mit Zottensaum.

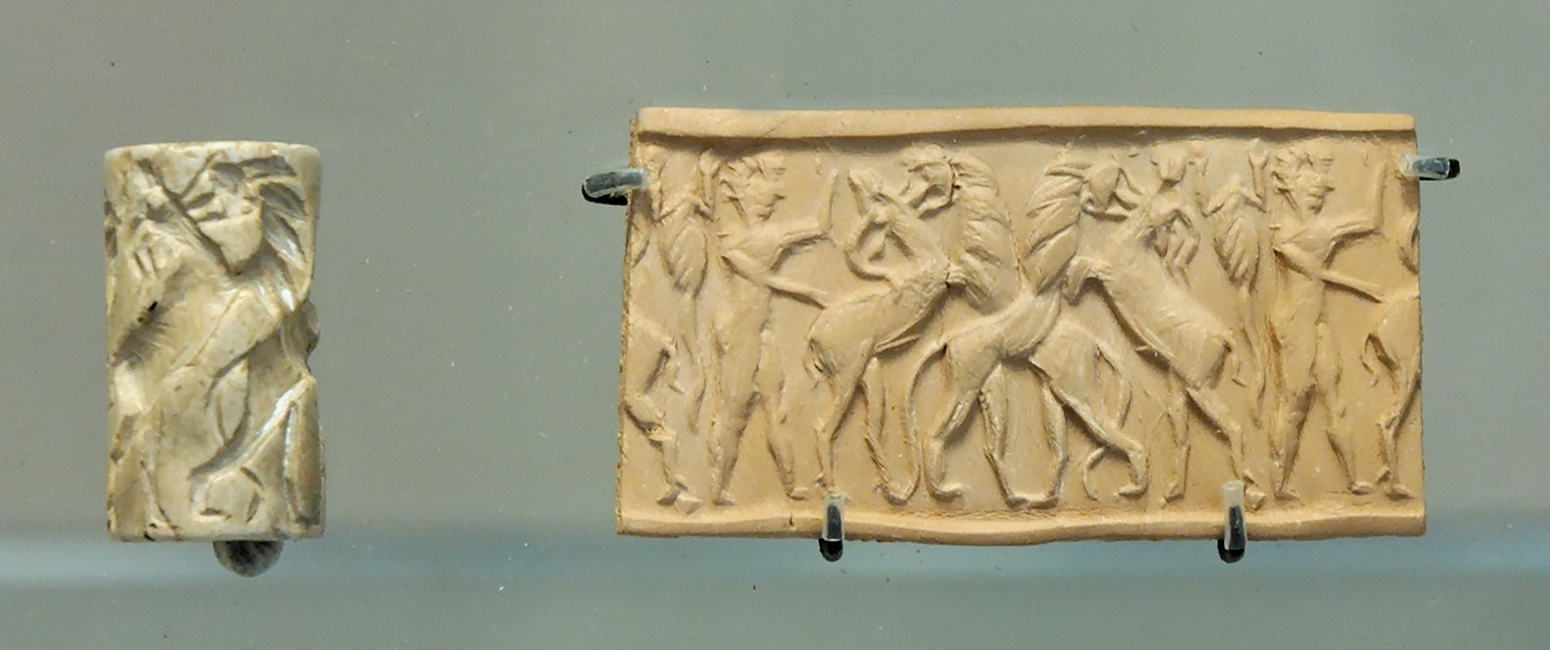
Figurenband auf Zylindersiegel

In der Glyptik finden sich vergleichbare Motive, Symposionsszenen und Helden, die Raubtiere bezwingen. Auch hier ist eine Stilisierung der Figuren zu beobachten. Oftmals entsteht ein Geflecht von Figuren, das als Figurenband bezeichnet wird. Auch in der Glyptik werden die Figuren stark stilisiert. Die Gliedmaßen und Körper sind überdünn.

##### Fragmente der Geierstele

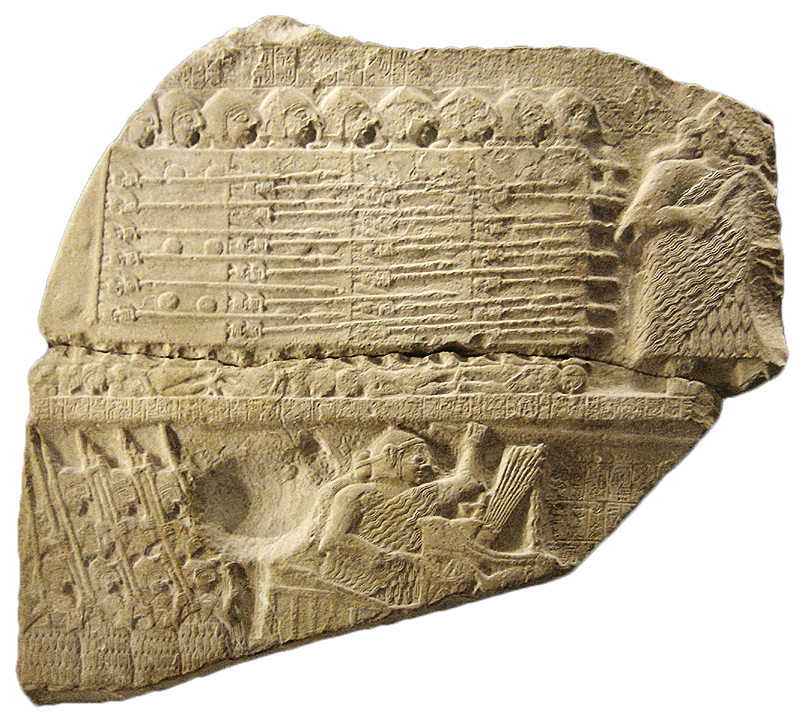
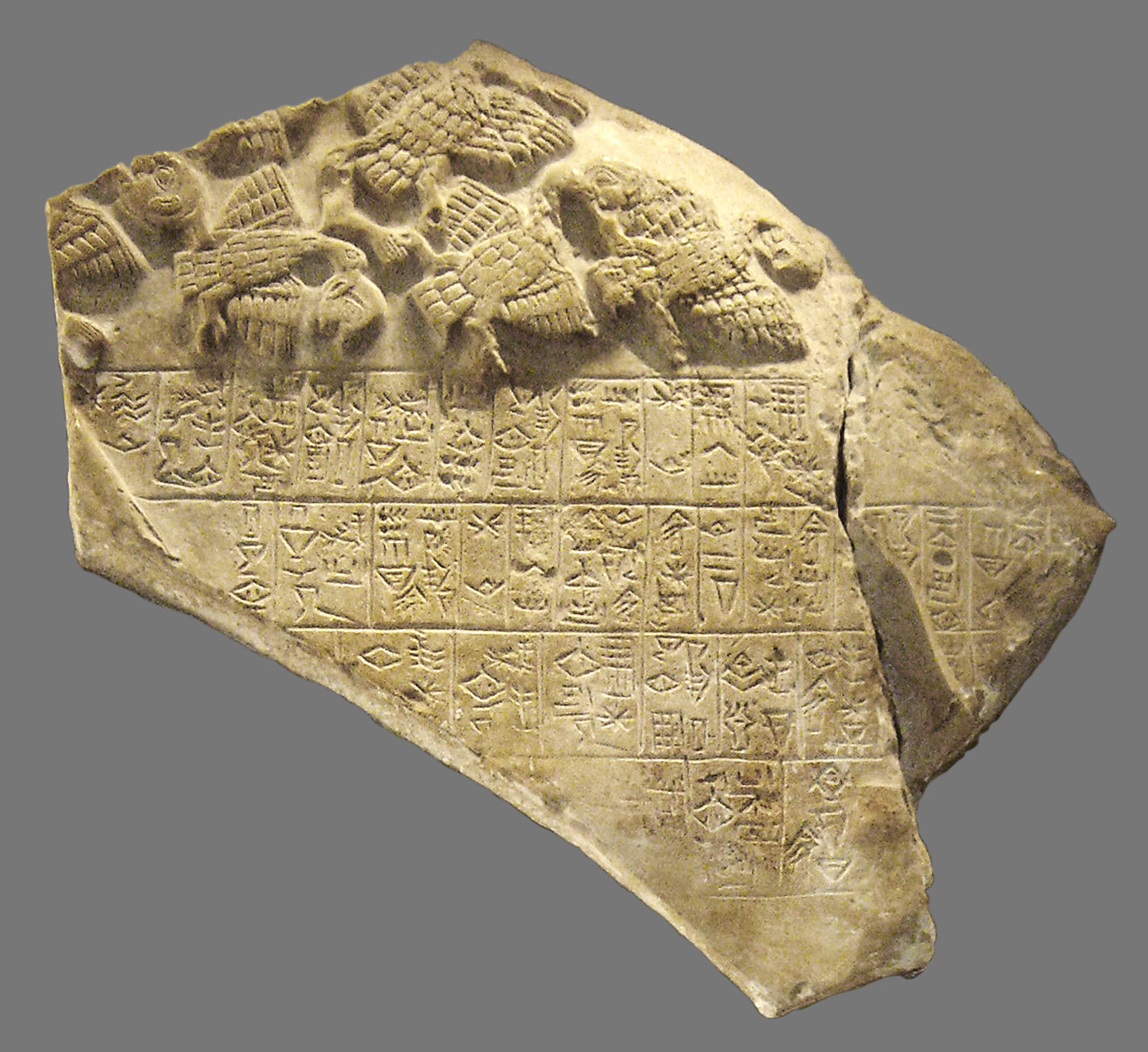
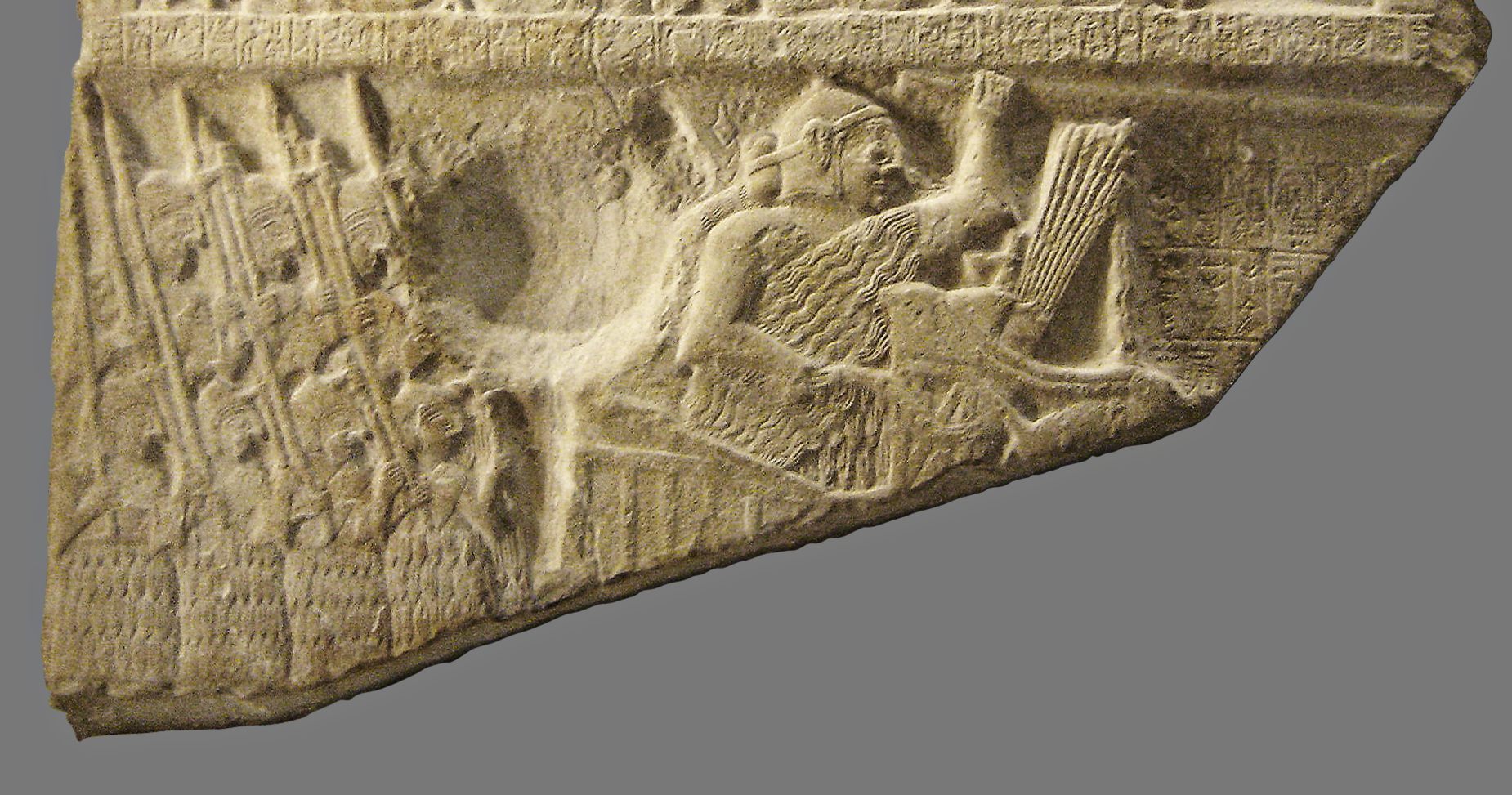
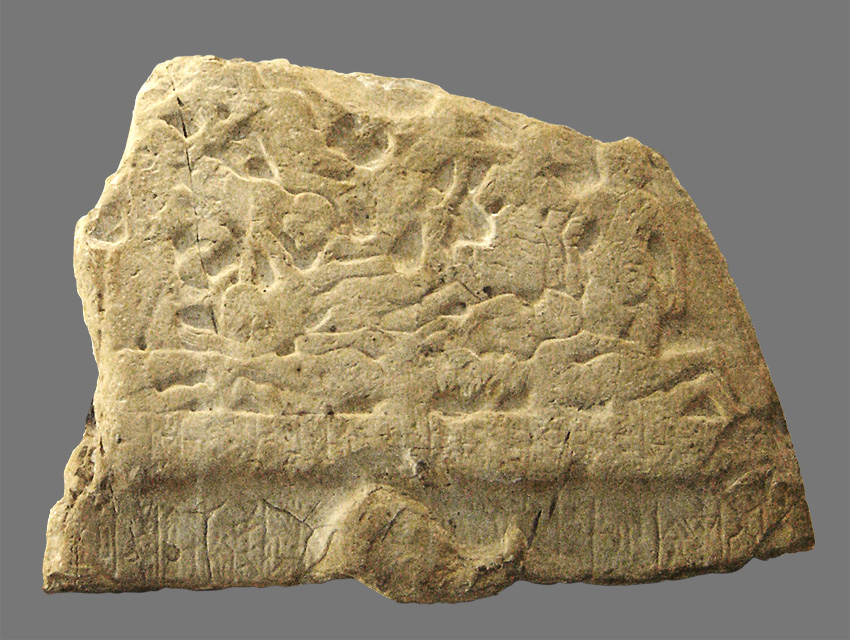

### I Dynastie von Ur
Diese Periode umfasste den Zeitraum von circa 2550 bis 2340 v. Chr. und gehört dem Frühdynastikum an. Die erste Dynastie von Ur ist als erste gut durch zeitgenössische Inschriften belegt.

#### Architektur
Aus dieser Periode sind so gut wie keine Neubauten erhalten. An alten Tempeln wurde weitergebaut, wobei kaum Neuerungen zu beobachten sind.

#### Rundplastik
Im Gegensatz zur Architektur ist die Plastik dieser Periode sehr gut belegt. Hier sind vor allem zahlreiche sogenannte Beterfiguren zu nennen. Meist ist ein stehender Mann dargestellt. Er hat einen freien Oberkörper und trägt einen langen Rock mit Zotten. Die Ausführung dieser Figuren ist zunächst relativ naturalistisch. Die Figuren verlieren über die Zeit immer mehr an Plastizität. Das Gesicht ist bei den besseren Werken meist wohlproportioniert. Die Hände sind über der Brust verschränkt.
Aus dieser Periode gibt es auch zahlreiche Bildwerke von Frauen. Sie fallen meist durch ihre Frisuren und Turbane auf. Eine Beterfigur aus Lagasch ist vollkommen blockhaft.

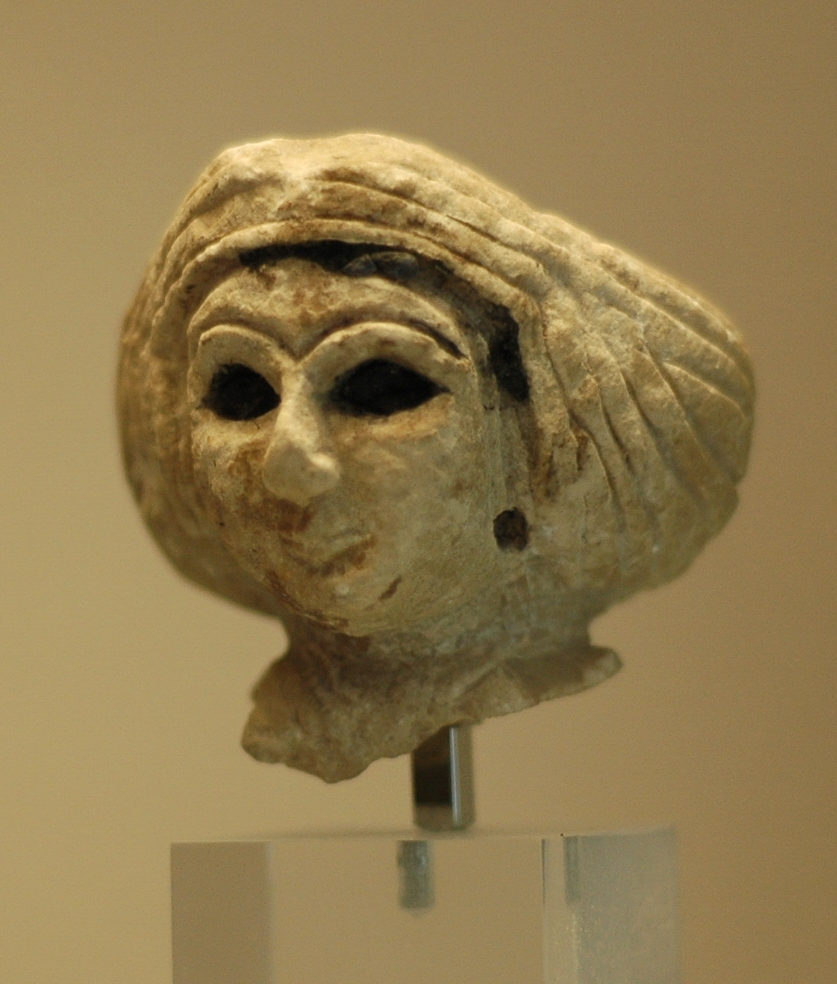
Kopf einer Frauenfigur aus Mari
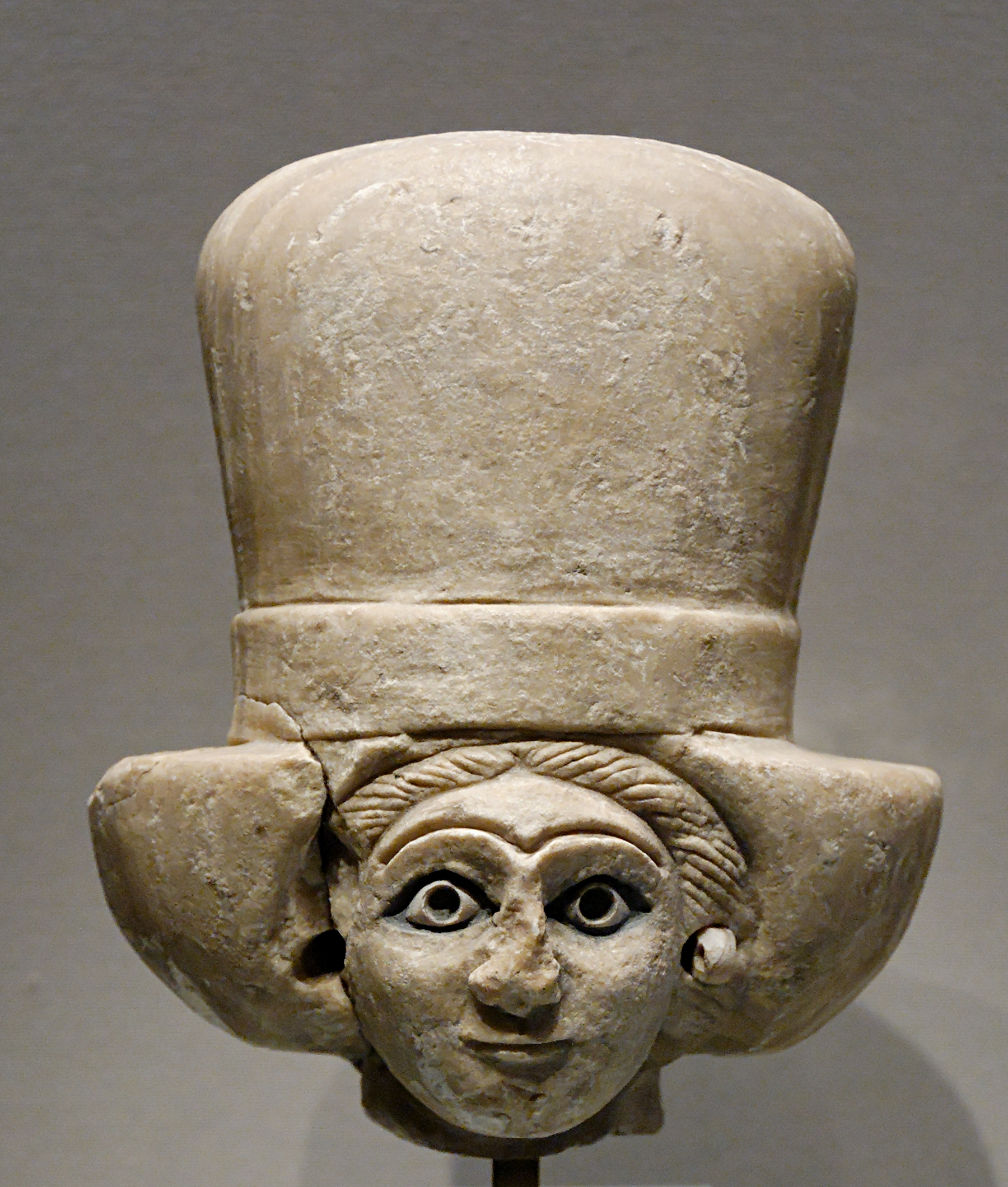
Kopf einer Frauenfigur aus Mari
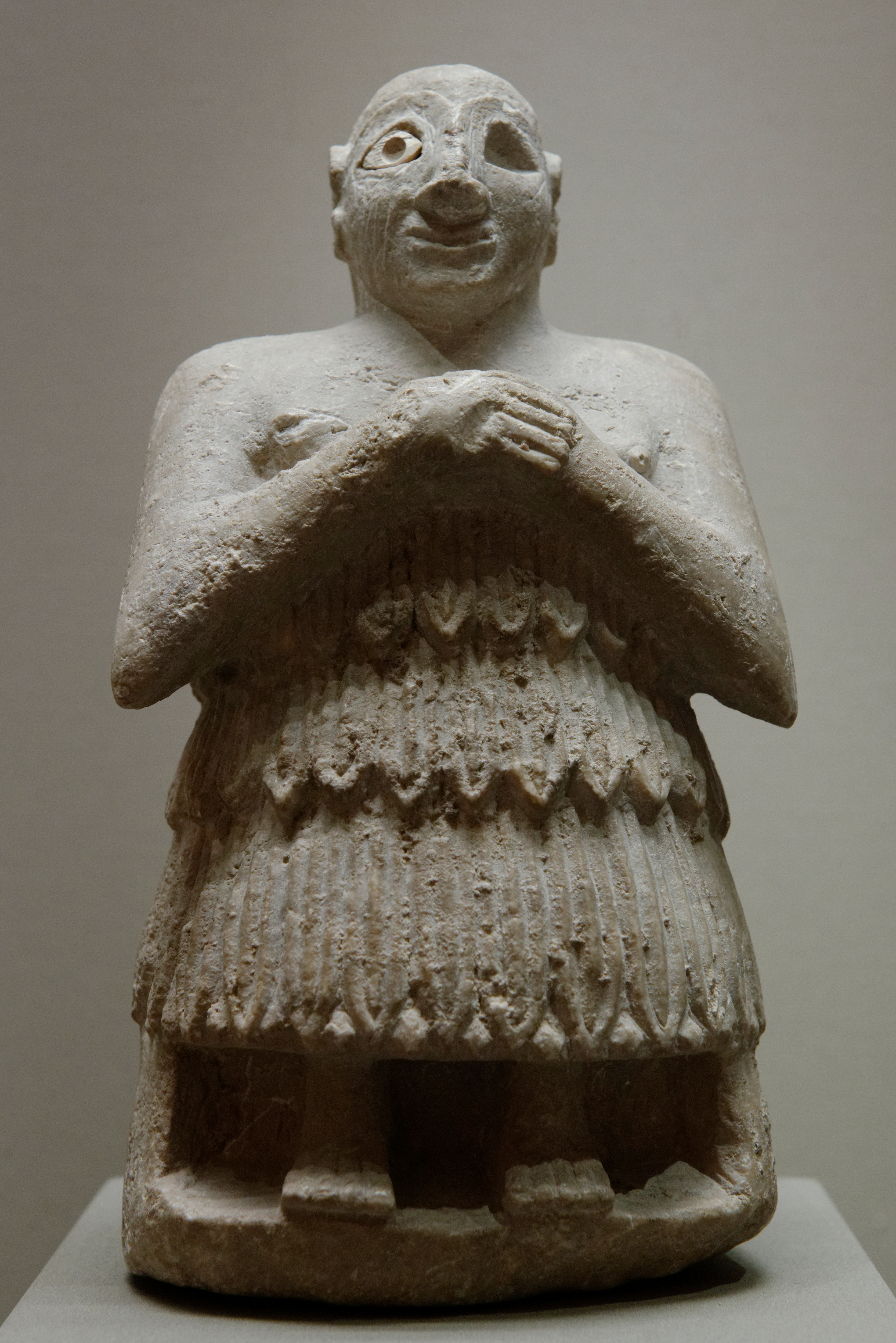
Beterfigur aus Lagasch

#### Flachbild

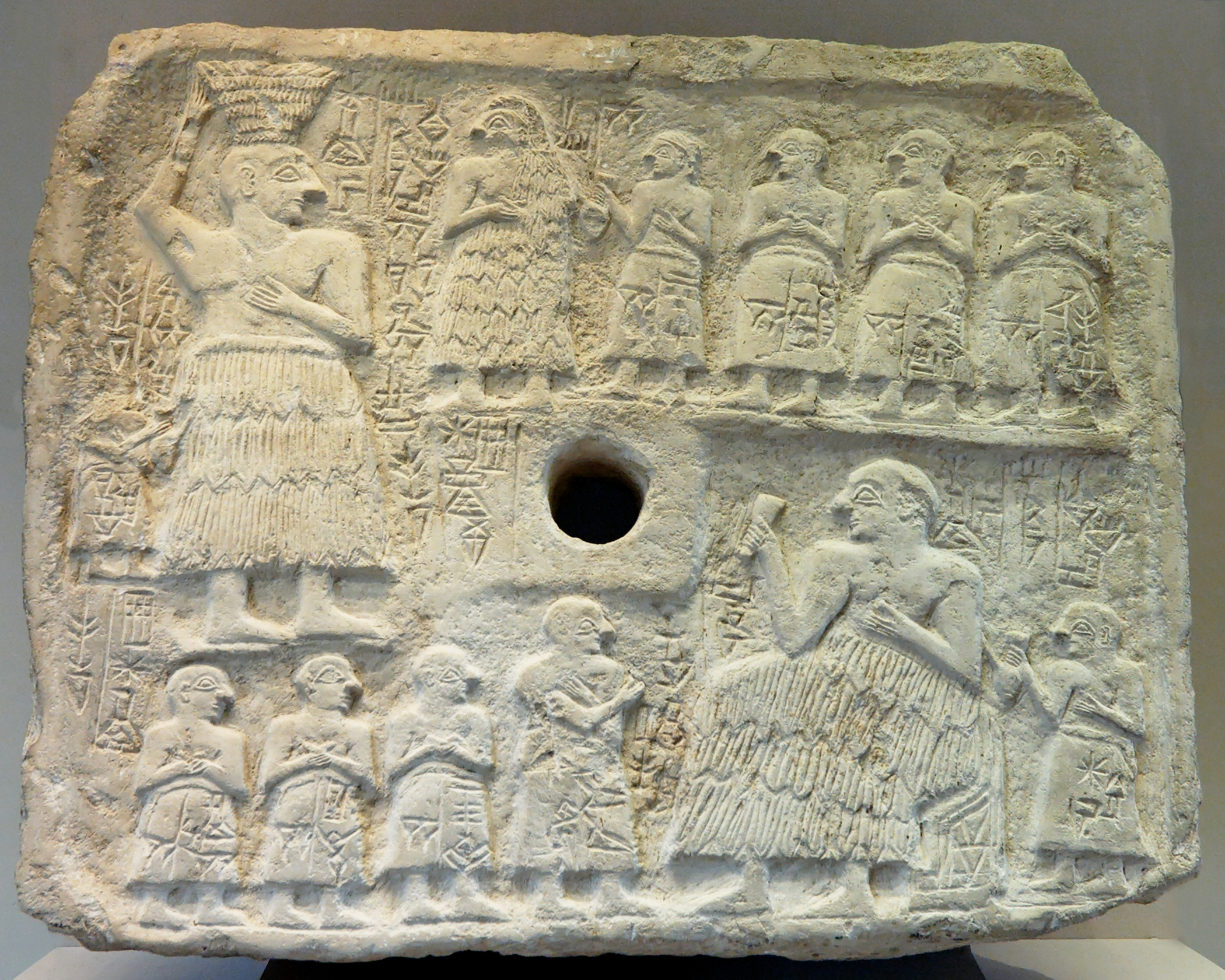
Weihetafel des Ur-Nansche als Tempelbauer

Die Weihetafeln mit zentraler Durchbohrung erfreuten sich weiter großer Beliebtheit. Es kommen nun jedoch andere Themen auf. Es werden Gottheiten dargestellt, denen Opfer dargebracht werden. Die Figuren wirken meist gedrungen, haben übergroße Augen und Nasen. Das Gesicht ist meist im Profil wiedergegeben.
Ein bedeutendes Kunstwerk dieser Zeit ist die Siegesstele des Eannatum von Lagasch, die auch als Geierstele bekannt ist. Es ist das älteste Beispiel der Gattung historischer Stelen. Das oben abgerundete Monument ist nur in Bruchstücken erhalten. Sie war einst 1,8 m hoch, 1,3 m breit und 11 cm dick und ist auf allen vier Seiten mit Relief dekoriert. Es feierte den Sieg über Umma, von dem ein umstrittenes Gebiet zurückerobert werden konnte. Die Stele ist nur in Fragmenten erhalten. Die Hauptfigur ist der Gott Ningirsu, der als Sieger dargestellt wird. Auf der Vorderseite erscheint er als König und hält die Feinde wie Fische in einem Netz, dabei schlägt er ihnen mit einer Keule den Schädel ein. Auf der Rückseite findet man in mehreren Registern verschiedene Episoden aus dem Krieg, so erscheinen im oberen Register Soldaten mit Lanzen in einer Phalanx.
In der Glyptik finden sich ähnliche Motive wie in der vorhergehenden Epoche. Es gibt Figurenfriese und Bankettszenen, die sich großer Beliebtheit erfreuen. Auch hier ist zu beobachten, dass die Figuren robuster werden und nicht mehr so überstilisiert sind wie zur Zeit des Altsumerischen Reiches.

### Ur-III-Zeit
Nachdem das Reich der Akkader um 2200 v. Chr. zusammengebrochen war, regierten für circa 100 Jahre die Guti, von denen nur wenig bekannt ist. Ihnen folgte die dritte Dynastie von Ur, in der weite Teile Mesopotamiens wieder unter einer Herrschaft vereinigt wurden.

#### Architektur
Die wichtigste Innovation der Zeit ist die Einführung der Zikkurat, der klassischen mesopotamischen Tempelform. Frühere Tempelbauten waren oft auf einer erhöhten Plattform errichtet, nun wurde diese zu einem Turm erhöht, auf dessen Spitze das eigentliche Heiligtum stand. Die besterhaltene Zikkurat ist die des Mondgottes Nanna in Ur. Der Kernbau ist von einer dicken Schale von Backsteinen umgeben. Die vier Ecken orientieren sich nach den Himmelsrichtungen. In der Mitte gab es eine Treppe, die sicherlich einst direkt auf die oberste Plattform führte, wo das Allerheiligste stand.
Es sind diverse Palastbauten erhalten. Der Palast der Urnammu in Ur war wohl dessen Hauptresidenz. Es handelt sich um einen quadratischen Bau mit zwei großen Höfen. Der Bau erinnert an den Palast des Naramsin in Tell Brak und man mag vermuten, dass hier ein akkadischer Bau kopiert oder akkadische Traditionen fortgeführt wurden.

#### Plastik

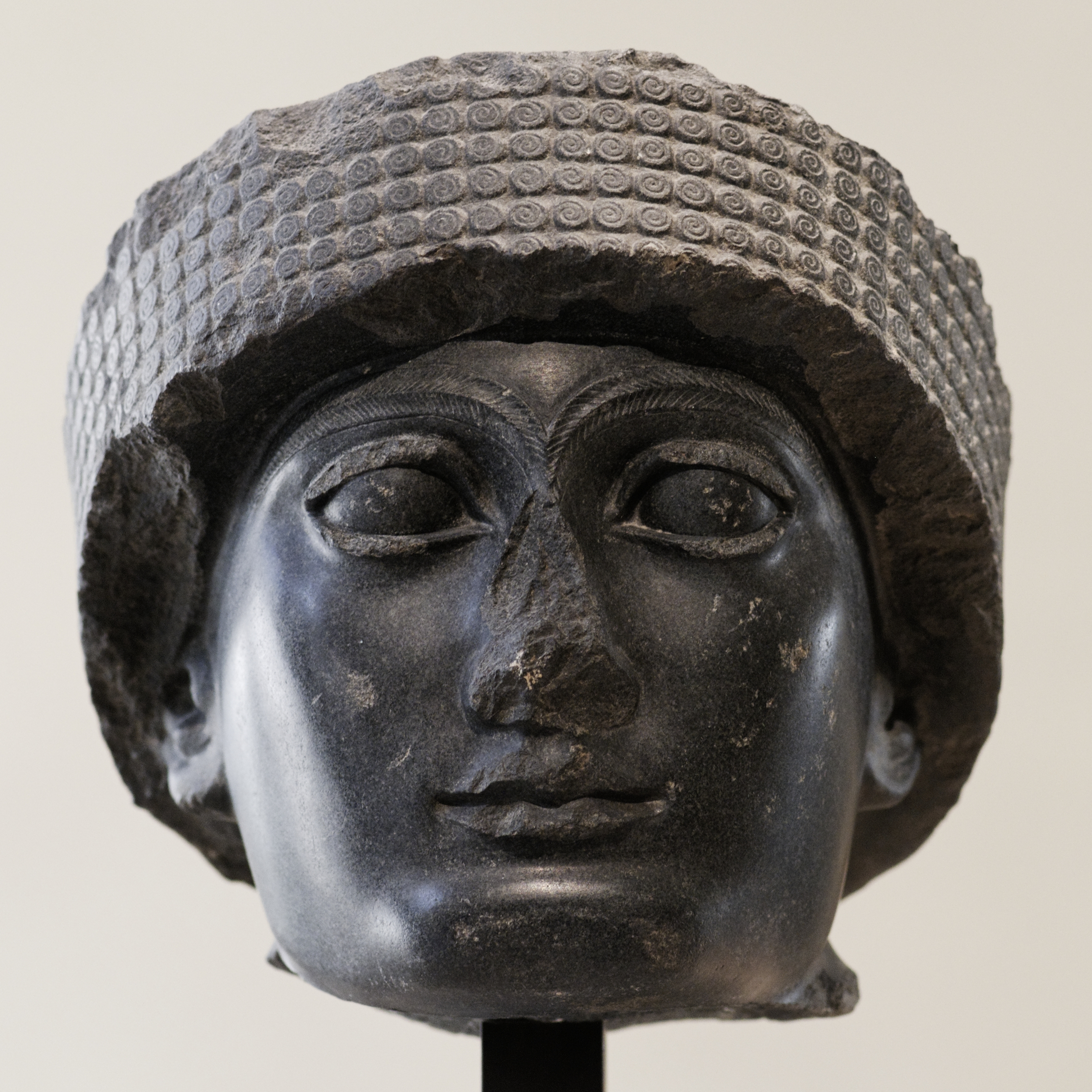
Kopf einer Gudeastatue

Aus der Übergangszeit zur dritten Dynastie von Ur stammen eine Reihe bedeutender Bildwerke, die dem Stadtfürsten Gudea von Lagasch gehören. Diese Bildwerke verbinden die technische Perfektion akkadischer Werke mit sumerischem Stil. Der Fürst ist sitzend oder stehend dargestellt. Seine Figur wirkt meist gedrungen, mit etwas zu großem Kopf und zu kurzem Körper und wirkt dadurch schwer und blockhaft. Arme und Beine liegen eng am Körper an. Es gibt keine Bestrebungen, sie von diesem zu lösen. Die kräftige Muskulatur und das Gesicht sind fein gearbeitet. Gudea trägt eine runde Kappe und ist glatt rasiert. Die Statuen sind meist reich beschriftet und nennen die Leistungen des Fürsten.
Es sind keine Bildwerke der Herrscher der dritten Dynastie von Ur erhalten. Einige Statuen aus Mari, die in etwa diese Zeit datieren, zeigen einen etwas anderen Stil. Bildwerke zeigen stehende Männer in einem langen Mantel. Die Figuren sind meist besser proportioniert, doch technisch weniger ausgereift, verraten vielleicht eine gewisse Provinzialität. Auch sie wirken sehr blockhaft. Arme und Beine sind nicht frei gearbeitet.

#### Flachbild
Aus dieser Periode gibt es einige Reste königlicher Stelen. Die wichtigsten Denkmäler sind die Fragmente zweier großer Stelen des Gudea aus Lagasch und einer Stele des Urnammu aus Ur, die stilistisch große Gemeinsamkeiten ausweisen. Sie waren einst über 3 m hoch und in Tempeln aufgestellt. Mit diesen Stelen feierten die Herrscher ihre guten Taten, wie Bauarbeiten, die Bewässerung des Landes und vielleicht auch Feldzüge, und sie baten mit diesen um ein langes Leben. Die Stelen haben einen oberen runden Abschluss mit einer Hauptszene in dem Rundfeld, während erzählende Handlungen in vier Registern darunter dargestellt sind. Sie sind auf allen vier Seiten reliefiert. Der Stil der Figuren verbindet die technische Perfektion der akkadischen Kunstwerke mit einem eher sumerischen Stil. Obwohl die Figuren nicht so blockhaft sind, wie in der gleichzeitigen Plastik, wirken sie trotzdem gedrungen. Das Relief ist meist fein geschnitten und sehr plastisch modelliert, mit der Wiedergabe zahlreicher Details, beispielsweise im Faltenwurf der Gewänder.
Von Gudea und Urnammu sind Siegel erhalten. Sie zeigen die Einführung eines Beters durch einen Fürsprecher vor einem Gott. Dies ist ein Thema, das auch im Relief eine besondere Rolle spielt. Insgesamt ist starker akkadischer Einfluss in der Glypthik zu beobachten.

### Altbabylonische Zeit

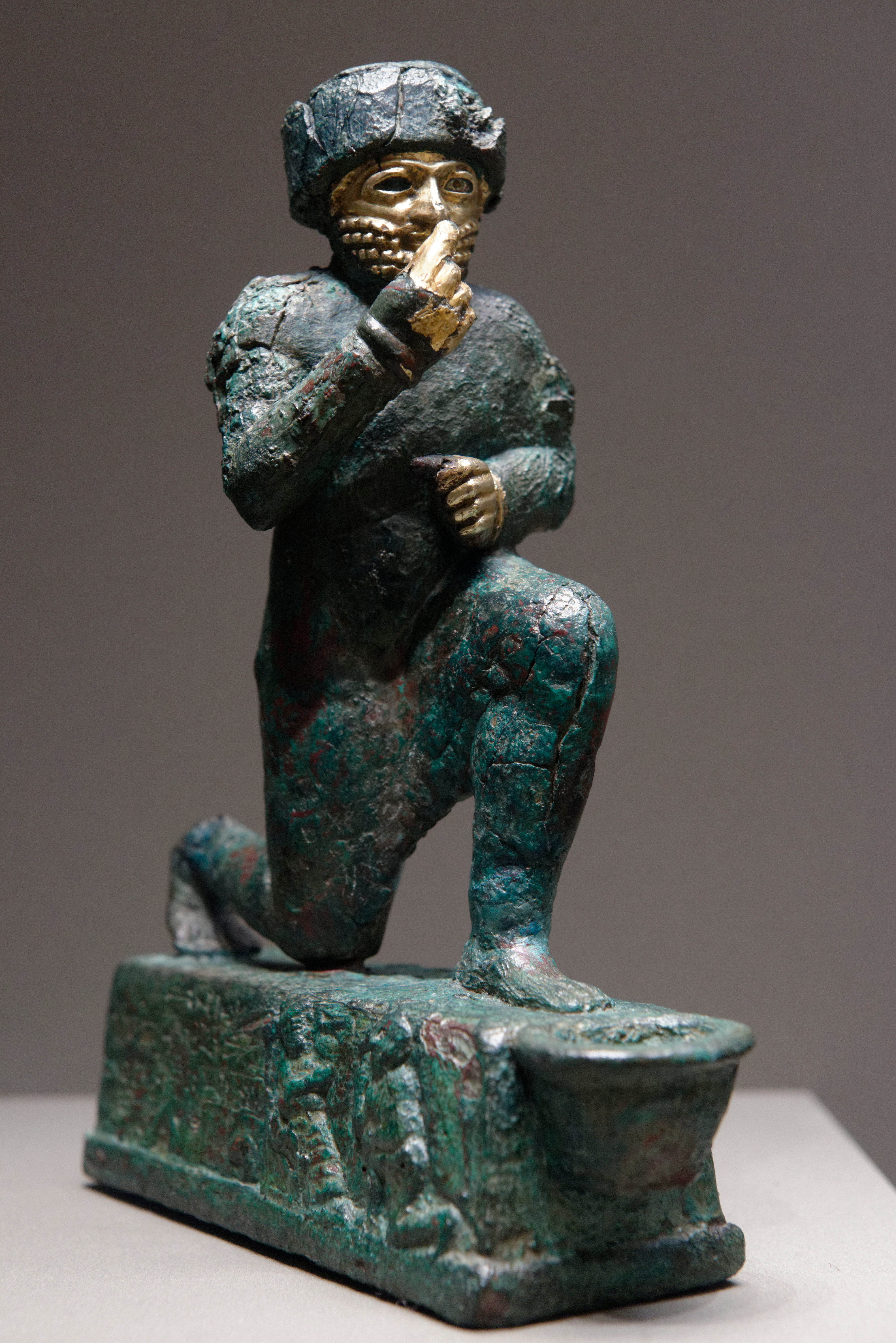
Beter aus Larsa

Nach dem Untergang des Reiches der sumerischen dritten Dynastie von Ur zerfiel Mesopotamien in zahlreiche kleinere politische Einheiten. Erst Hammurapi von Babylon gründete wiederum ein Großreich, das aber nicht lange Bestand haben sollte. Die Kunst dieser Epoche ist nicht gut bezeugt, vor allem sind die Reste der Bauten der Hauptstadt Babylon unter meterdicken späteren Schichten verborgen.

#### Architektur
Es sind wenige Tempelneubauten bekannt. Die Tempel in Babylon liegen metertief unter den späteren Schichten begraben. An anderen Orten wird deutlich, dass man in vielen an die vorherigen Perioden anknüpfte, so scheint vor allem der Bau von Zikkurats weitergegangen zu sein. Die Zikkurat in Ur wurde renoviert.
Ein gut ergrabener Tempelbau dieser Zeit ist die Zikkurat von Tell al Rimah in Assyrien. Vor der eigentlichen Zikkurat stand ein großer Tempelbau mit einem großen Hof in der Mitte. Hier stand das Allerheiligste offensichtlich nicht auf dem Tempelturm, sondern war in dem Tempel direkt davor. Die Fassade des Tempels war reich mit einer Nischenfassade gegliedert.
An profanen Bauten stammt vor allem der Palast in Mari aus dieser Epoche, auch wenn an diesem Gebäude sicherlich über mehrere Generationen gebaut wurde. Auch hier lässt sich ein Festhalten an alten Traditionen und vor allem an den Modellen der akkadischen Zeit beobachten. Der Bau ist rechteckig, circa 200 × 125 m groß mit einem quadratischen Zentralbau und wird von zwei Höfen dominiert. Um diese Höfe gruppieren sich kleinere und die Räume des Palastes. Der Bau war mit Malereien dekoriert.

#### Plastik
Aus Susa stammt der Kopf eines Herrschers, der oftmals dem Hammurapi zugeordnet wird. Er ist aus Diorit gearbeitet und zeigt einen Mann mit langem Bart und einer runden Kopfbedeckung. Die Gesichtszüge sind etwas stilisiert, doch ist auch hier eine Anlehnung an akkadische Vorbilder zu spüren. Wohl aus Larsa stammt das teilweise vergoldete Bronzebild eines knienden Beters. Bemerkenswert ist die freie Herausarbeitung der einzelnen Gliedmaßen. Die Figur hat nichts Blockhaftes, wie es in den Steinskulpturen zu finden ist.

#### Flachbild

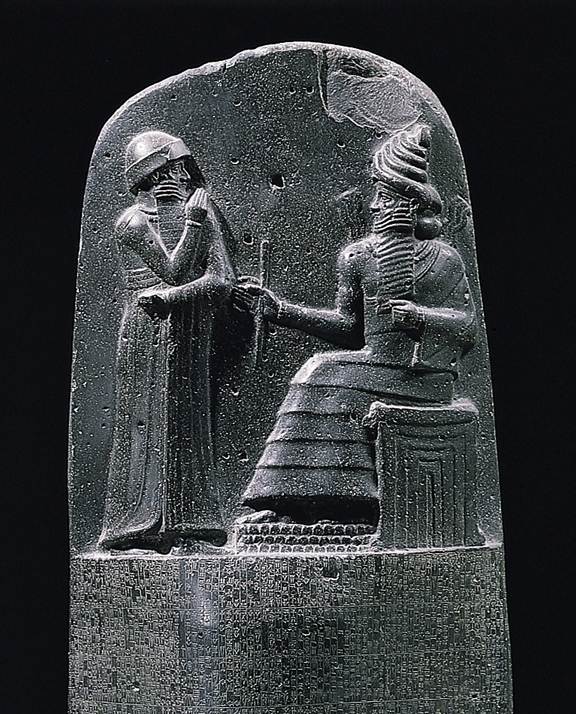
Oberer Teil der Hammurapistele

Hauptwerk des Flachbildes dieser Periode ist zweifellos die Gesetzesstele des Hammurapi, die sich in Susa fand. Sie ist aus schwarzem Basalt und 2,25 m hoch. Sie zeigt ein Königsbild, wie es schon seit der Gudeazeit bekannt ist. Der König steht, hat eine runde Kappe und ein Gewand, das die rechte Schulter und den rechten Arm frei lässt. Vor dem Herrscher thront ein Gott.
Eventuell in diese Periode gehören auch die Wandmalereien im Palast von Mari. Sie zeigen im Prinzip die gleichen Stilmerkmale wie das Relief. Die Figuren und der Hintergrund sind vor allem in diversen Brauntönen gehalten. Der Herrscher erscheint mit einer runden Kappe und einem langen Gewand, ebenso diverse Gottheiten.

### Mittelbabylonische Zeit (Kassitenzeit)
Die Kassiten kamen um 1500 v. Chr. an die Macht und sollten die folgenden 400 Jahre vor allem den Süden von Mesopotamien dominieren. Während sie in der Geschichtsschreibung nur wenig Ansehen genossen, führten sie in der Kunst viele richtungsweisende Neuerungen ein.

#### Architektur

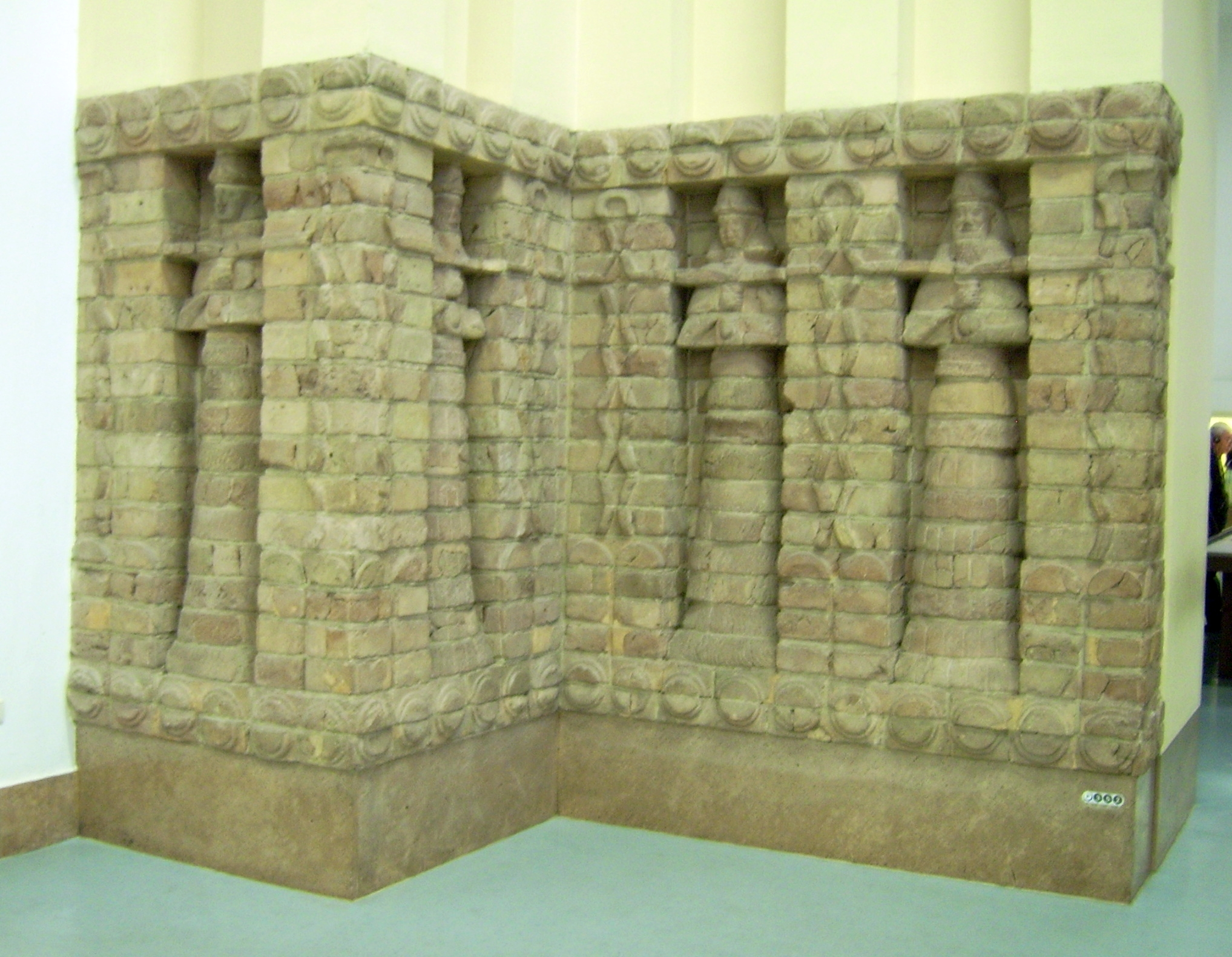
Fassade des Kara-Indaschtempels in Uruk

Das älteste bekannte kassitische Gebäude ist ein kleiner Tempel, den Kara-indaš in Uruk errichtete. Der Bau ist aus gebrannten Ziegeln errichtet. In der nischendekorierte Fassade stehen überlebensgroße Figuren von Gottheiten. Der Bau selbst ist relativ klein und besteht aus dem Allerheiligsten und einem Umgang. Besonders die vier Ecken sind durch Vorsprünge stark gegliedert.
In Dur-Kurigalzu wurde eine neue Hauptstadt errichtet, die teilweise ausgegraben wurde. Bedeutendster Bau ist die Zikkurat, die heute zu den am besten erhaltenen in Mesopotamien gehört.

#### Plastik
Die Plastik der Kassitenzeit zeichnet sich durch einen bemerkenswerten Naturalismus aus. Es werden neue Materialien benutzt. Im Palast von Dur-Kurigalzu fanden sich Tonskulpturen, keine einfache Tonidole (die in allen Perioden belegt sind), sondern vollplastische Kunstwerke. Der Kopf eines Mannes trägt einen langen Bart und zeigt eine feine Durcharbeitung des Gesichtes. Bemerkenswert ist die gute Erhaltung der Farbe. Der Kopf einer Katze ist ausgesprochen naturnah gearbeitet mit der Andeutung des Felles und der freien Wiedergabe der Körperform.

#### Flachbild
Im Flachbild findet man eine Reihe von Neuerungen, aber auch Althergebrachtes. Eine Ritzzeichnung aus Babylon zeigt einen Löwen, der einen Eber anfällt. Die Zeichnung überrascht durch die realistische Darstellung des Kampfes.
Auf den Wandmalereien im Palast H von Dur-Kurigalzu sind die Figuren kräftig modelliert, wirken dabei aber nicht so gedrungen wie die sumerischer Zeit. Hier deutet sich ein Stil an, der neuassyrische Stilelemente vorwegnimmt.
Eine neue Denkmälergruppe sind Grenzsteine (Kudurru). Es handelt sich um Stelen, auf denen der König, oder manchmal ein hoher Beamter öffentlich die Vergabe von Land an eine bestimmte Person verkündet. Die Steine wurden anscheinend direkt auf dem entsprechenden Land aufgestellt. Auf den Seiten dieser Steine finden sich meist lange Inschriften, auf der Vorderseite Reliefschmuck, mit einer Vielzahl von Götter-Symbolen.

### Neubabylonische Zeit
Mit neubabylonischer Kunst wird das Kunstschaffen über den Zeitraum von circa 1100 bis 539 v. Chr. in Südmesopotamien bezeichnet. Sie steht in der mittelbabylonischen bzw. kassitischen Tradition, entwickelt sich jedoch parallel zur neuassyrischen Kunst und wird zeitweise von dieser beeinflusst. Ein besonderer Abschnitt dieser Entwicklung fällt auf die Zeit der chaldäischen Dynastie (626–539 v. Chr.) nach dem Fall des assyrischen Imperiums. Die meisten Zeugnisse der neubabylonischen Kunst und Architektur stammen aus der Hauptstadt Babylon.

#### Architektur
Die sicherlich eindrucksvollsten Zeugnisse dieser Epoche sind die Bauten von Babylon. Die Stadt wurde in einem großzügigen Stil ausgebaut. Sie erhielt eine neue Stadtmauer, deren Haupttore aufwändig mit glasierten Ziegeln geschmückt wurden. Im Zentrum der Stadt entstand ein großer Palast mit einer Reihe von Höfen und monumentalen Sälen ausgestattet. Der bedeutendste Tempel der Stadt war der Marduktempel Esagila. Im Etemenanki stand die gigantische Zikkurat.

#### Rundbild
Monumentale Skulpturen sind aus dieser Zeit nicht bekannt. Die Funde beschränken sich auf Kleinplastiken, meistens Terrakottafigürchen und kleine Figuren aus ungebranntem Ton mit apotropäischer Funktion. Zu besonderen Funden zählen Darstellungen des Dämons Pazuzu, die ebenfalls ihre Besitzer beschützen sollten.

#### Flachbild

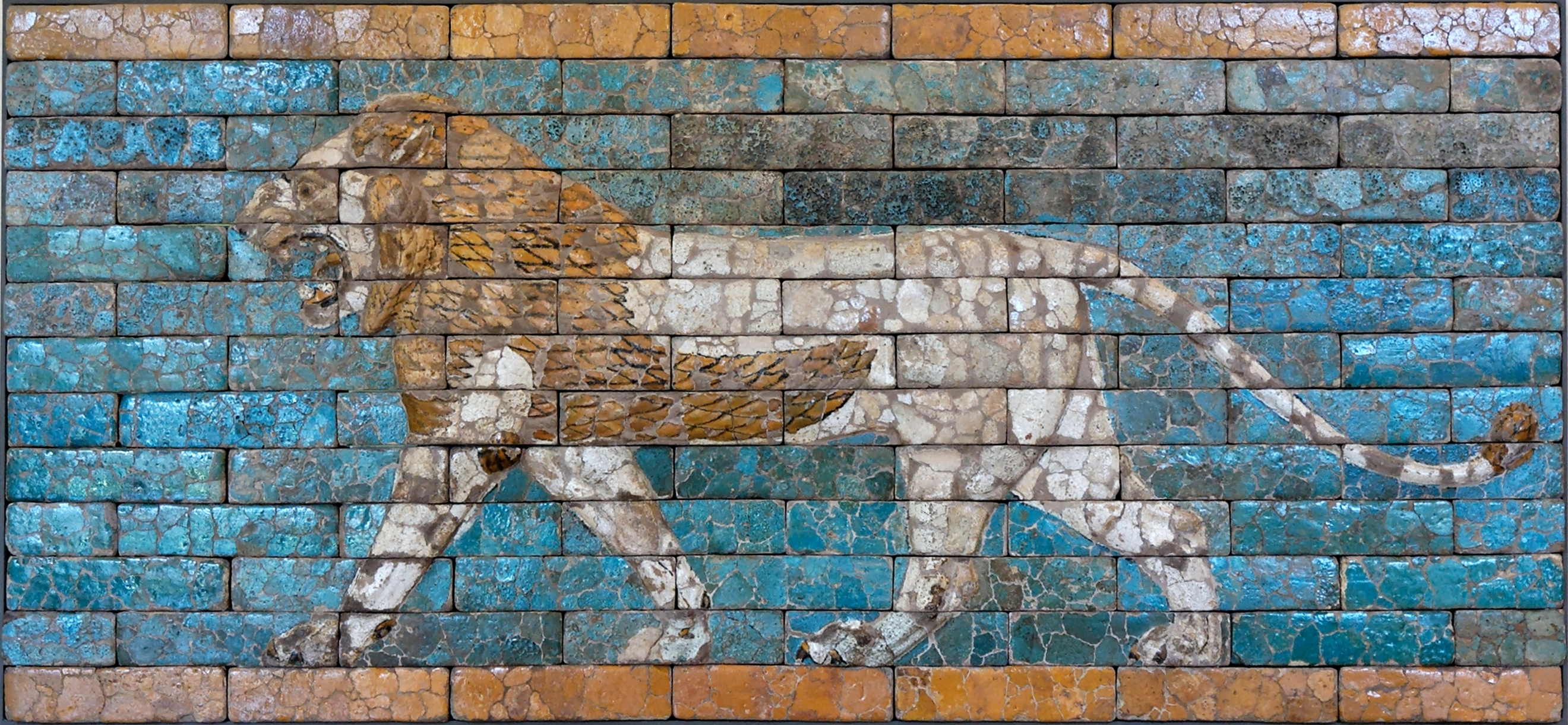
Löwe (glasierter Ziegel)

In die neubabylonische Zeit datiert ein Stelenfragment des Šamaš-rēš-uşur, Statthalter von Suhi und Mari, aus dem sog. Schlossmuseum in Babylon. Auf dieser Votivstele ist er zwischen drei Gottheiten dargestellt, begleitet von astralen Symbolen im oberen Teil der Stele. Des Weiteren ist ein Kudurru des Königs Marduk-apla-iddina II. bekannt. Auf diesem Denkmal aus schwarzem Marmor ist er in der üblichen babylonischen Herrschertracht dargestellt. Charakteristisch ist das lange Hemd, hinten gefaltet und eine kegelförmige Mütze mit langem Band. Vor ihm steht ein kleiner abgebildeter Untertan, der laut der auf dem Kudurru angebrachten Inschrift mit Ländereien belehnt wird. Als Kopfschmuck trägt dieser nur ein Diadem, zudem ist sein Stab seinem Rang entsprechend auch kürzer als der des Königs. Diese Szene krönt eine Reihe astraler Symbole. Aus Sippar stammt ein Steinrelief des Nabû-apla-iddina, das eine Einführungsszene des Königs vor dem Sonnengott Šamaš zeigt. Seine Inschrift gedenkt der Restauration des Tempels É.BABBAR um 870 v. Chr.
Eine weitere reliefierte Stele zeigt den letzten Herrscher der Chaldäischen Dynastie Nabonid vor den astralen Symbolen Mond (Sîn), Flügelsonne (Šamaš) und Venus (Ištar). Der stehende, nach links gewandte Herrscher trägt ein assyrisierendes Schalgewand sowie die babylonische Königskappe. Als Schmuck trägt er Armreifen an den Handgelenken, in seiner Linken hält er den Herrscherstab der babylonischen Könige.

#### Wandmalerei und Wandschmuck
Eine prunkvolle Art, Wände farbig zu verzieren, ist die Ausgestaltung mit glasierten Ziegeln. Auf diese Weise schmückte Nebukadnezar II. wichtige Gebäude seiner Hauptstadt Babylon, denen sowohl repräsentative als auch religiöse Bedeutung zukam, das Ištar-Tor, die Prozessionsstraße und die Thronsaalfassade der Südburg. Das Ištar-Tor war mit Darstellungen von Stieren und Schlangendrachen, mušḫuššu, versehen. Die Mauern der Prozessionsstraße, welche sich nördlich vom Ištar-Tor befanden, waren beidseitig mit Reihen schreitender Löwen geschmückt. Nach Koldeweys Schätzung lag die Zahl der Löwen bei mindestens 60 an jeder Seite. Der untere Teil der Thronsaalfassade war ebenfalls mit Löwen verziert. Ähnliche Darstellungen scheinen auch auf den Tortürmen des Mittel- und des Osthofes in der Südburg gewesen zu sein.

#### Glyptik
Die neubabylonische Glyptik thematisiert hauptsächlich sog. Adorationsszenen. Siegelbilder zeigen Beter vor Göttersymbolen. Zum ikonographischen Repertoire gehören auch geflügelte Skorpionmenschen und andere Fabelwesen. Der Skorpionmensch (akkadisch girtablullû) ist eine Kreatur mit menschlichem Haupt, Krallen eines Vogels sowie Skorpionschwanz. Erstmals erscheint diese Gestalt auf einem Rollsiegel in der Akkad-Zeit. Aber auch die Darstellung des sechslockigen Helden im Kampf mit einem Löwen findet in der neubabylonischen Kunst ihren Platz. Dieses Motiv taucht ebenfalls bereits in der Kunst des 3. Jt.s v. Chr. auf. Zudem liegen Siegel mit kriegerischen Inhalten vor, wie beispielsweise Reiter zu Pferd oder auf einem Kamel.

## Nordmesopotamien

### Akkad-Zeit
Das Großreich von Akkad blühte ungefähr von 2300 bis 2100 v. Chr. Weite Teile Mesopotamiens waren nun für einen längeren Zeitraum unter einem Herrscher vereinigt. In der Kunst sind zahlreiche Neuerungen erkennbar. Es entsteht so etwas wie eine Reichskunst. Vor allem in den Werken der Plastik und des Flachbildes stellen sich die Herrscher in einem neuen ausgereiften Stil dar, der in seiner naturalistischen Darstellungsweise der Körperformen und technischer Vollkommenheit weiter geht, als es bisher in Mesopotamien belegt war.

#### Architektur
Die Bauten dieser Periode sind nur wenig bekannt. Vor allem ist die Hauptstadt Akkad noch nicht gefunden, so dass man sich keine Vorstellung von den Palästen und Tempeln an diesem Ort machen kann. In Tell Brak wurde ein palastartiges Gebäude ausgegraben. Es sind nur die Grundmauern erhalten, die zeigen, dass der Bau circa 100 × 100 m groß war. Die Räumlichkeiten gruppierten sich um einen Hof. Der Bau ist klar gegliedert, hat starke Mauern und deutet eine durchdachte Planung an.

#### Plastik
Die akkadischer Herrscher scheinen die Tempel oder Paläste des Reiches mit ihren Bildwerken dekoriert zu haben. Diese sind oftmals als einem harten Gestein wie Diorit gefertigt. Alle diese Werke sind nur in Fragmenten erhalten. Sie belegen aber einen deutlichen Schritt in Richtung naturalistischer Darstellungsweise. Ein Torso aus Susa zeigt Maništušu stehend. Er trägt einen langen Rock, das Werk ist in der Bauchgegend abgebrochen, doch zeigt das Gewand deutliches Bemühen um die Darstellung von Faltenwurf. Das Fragment einer Männerstatue aus Assur zeigt nur die Brust und den rechten Arm einer Figur. Auch hier ist die naturalistische Wiedergabe der Arm- und Brustmuskel zu beobachten. Das wohl bedeutendste Werk dieser Zeit ist ein in Niniveh gefundener Bronzekopf eines Herrschers.

#### Flachbild

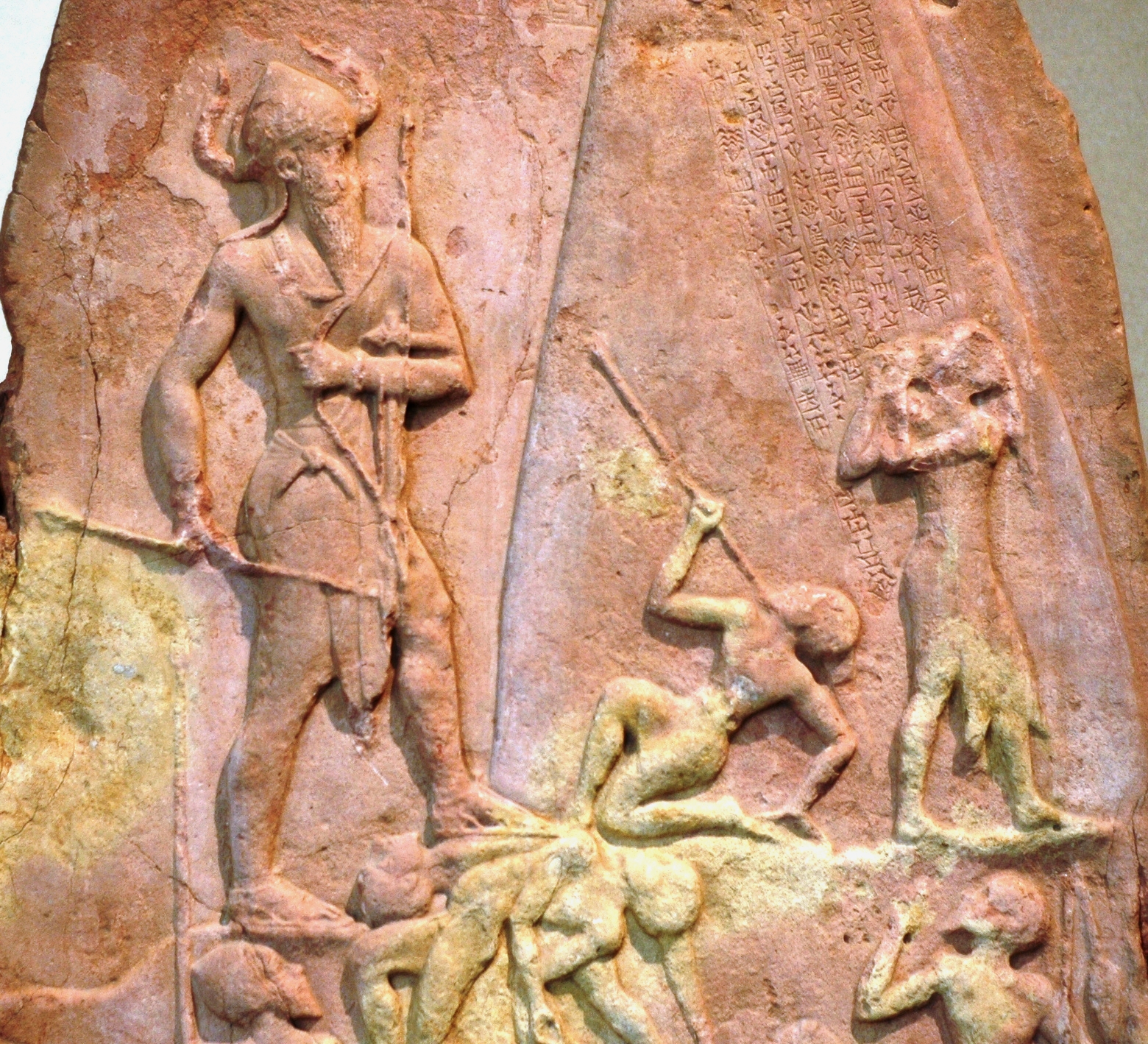
Siegesstele des Naram-Sin (Ausschnitt)

Aus dieser Periode stammen einige bedeutende Siegesstelen, die einerseits an die Geierstele der vorherigen Epoche anknüpfen, jedoch eindeutig einen akkadischen Stil zeigen. Aus Susa kommen die Fragmente einer Stele von Sargon von Akkad Hier sind in verschiedenen Registern Gefangene zu sehen. Ein Fragment, dessen Zuordnung unsicher ist, zeigt Gefangene in einem Netz. Von Bedeutung ist, dass hier nicht der Gott, sondern der König die Feinde erschlägt.
Zu den bedeutendsten Werken der Periode gehört die Stele des Naramsin, die den Sieg über das Bergvolk der Lulubäer feiert. Die Stele ist 2 m hoch. Der Herrscher ist als Eroberer dargestellt, der auf einen Berg steigt. Ihm folgen seine Soldaten. Die Figuren sind wohlproportioniert und weit entfernt von der Gedrungenheit früherer menschlicher Darstellungen in der Kunst Mesopotamiens. Das Relief ist kräftig modelliert. Die Darstellung der Figuren zeichnet sich durch eine Liebe für Details aus.
In dieser Zeit wird auch zum ersten Mal das Bild eines mesopotamischen Herrschers fassbar, wie es auch für die folgenden Epochen fast kanonisch werden sollte und vielleicht andeutet, wie sehr das Herrscherbild der Akkader in den nächsten Jahrhunderten bestimmend sein sollte. Der König ist bärtig wiedergegeben, trägt eine runde Kappe und ein langes Gewand, das die rechte Schulter und den rechten Arm frei lässt. Der linke Arm ist vollkommen vom Gewand bedeckt.
In der Glyptik kommen neue Motive auf. In den vorhergehenden Epochen traten Gottheiten nur selten in Erscheinung. Nun findet man Szenen aus dem Gilgameschepos oder die Begrüßung des Sonnengottes. Es ist umstritten, ob diese Bilder speziell für die Siegel entworfen wurden, oder ob man es mit Kopien von verlorenen monumentalen Reliefs zu tun hat.

### Altassyrische Zeit
Aus der altassyrischen Zeit (erste Hälfte des 2. Jahrtausend v. Chr.) gibt es kaum Objekte, die Rückschlüsse auf einen speziellen assyrischen Stil geben könnten. Eine Ausnahme sind Rollsiegel und Siegelabrollungen aus Karum Kaneš (Kültepe). Doch auch hier ist eine eindeutige Bestimmung von assyrischen Elemente und Themen recht schwierig, da die Siegel viele verschiedene Einflüsse aufweisen.
In der Glyptik lässt sich sowohl eine formale als auch inhaltliche Verwandtschaft mit der altbabylonischen Siegelkunst erkennen. Beispiele hierfür sind die Adorationsszene sowie ikonographische Motive wie Tracht oder verschiedene Symbole. Unterschiede zu babylonischen Siegeln lassen sich anhand des groben, schweren Schnittes von Gesicht, Haar- und Kleidertracht erkennen. Es besteht hingegen keine Verbindung zu der jüngeren mittelassyrischen Glyptik. Aufgrund von Inschriften mit der Nennung der Herrscher Erišum I., Šarru-kīn I., Naram-Sîn (Assur) und Šamši-Adad I. lassen sich Siegel eindeutig in die altassyrische Zeit datieren. In großer Zahl sind kleine Terrakotten (Idole, einachsige Wagen) überliefert, die nicht als Kinderspielzeug gedient haben, sondern religiöse oder zumindest magische Funktionen erfüllten.
Ein Beispiel der Reliefkunst aus dieser Zeit ist die Siegesstele Šamši-Adads I. aus Mardin. Ihre Vorderseite zeigt einen triumphierenden Herrscher, der den Fuß auf einen besiegten Feind setzt. Auf der Rückseite sind zwei Gefangene dargestellt. Die Inschrift auf der Stele beschreibt Kampfhandlungen im Osttigris-Gebiet. Das Denkmal ist nicht spezifisch assyrisch, sondern fügt sich stilistisch und thematisch in die mesopotamische Kunst dieser Zeit ein.

### Neuassyrische Zeit
Seit dem Beginn des ersten vorchristlichen Jahrtausends stiegen die Assyrer zu einer Großmacht auf. An ihrem Höhepunkt sollte sie weite Teile Vorderasiens beherrschen. Alle Künste erlebten einen bemerkenswerten Aufschwung.

#### Architektur
Die Assyrer gründeten neue Residenzstädte oder bauten alte Städte zu prächtigen Königsstädten mit monumentalen Palästen und Tempelbauten aus.
Dur Šarrukin ist eine Gründung von Sargon II. Die Stadt ist circa 3 km² groß und von starken Mauern umgeben. Im Norden befand sich der Palastbezirk. Auf einer 15 m hohen Terrasse wurde der Palast errichtet, der schon im Jahr 708 v. Chr. fertiggestellt wurde. In diesem Palast gab es zahlreiche Repräsentations- und Wohnräume, Tempelanlagen und Wirtschaftstrakte. Es gab einen vermutlich siebenstufigen, circa 42 m hohen Zikkurat. Der Palast war mit Reliefs der Kriegszüge Sargons II. und gigantischer Torhüterstatuen ausgestattet. Die Torhüter waren Mischwesen, entweder menschenköpfige Stiere oder geflügelte Stiere und Löwen.

#### Rundbild

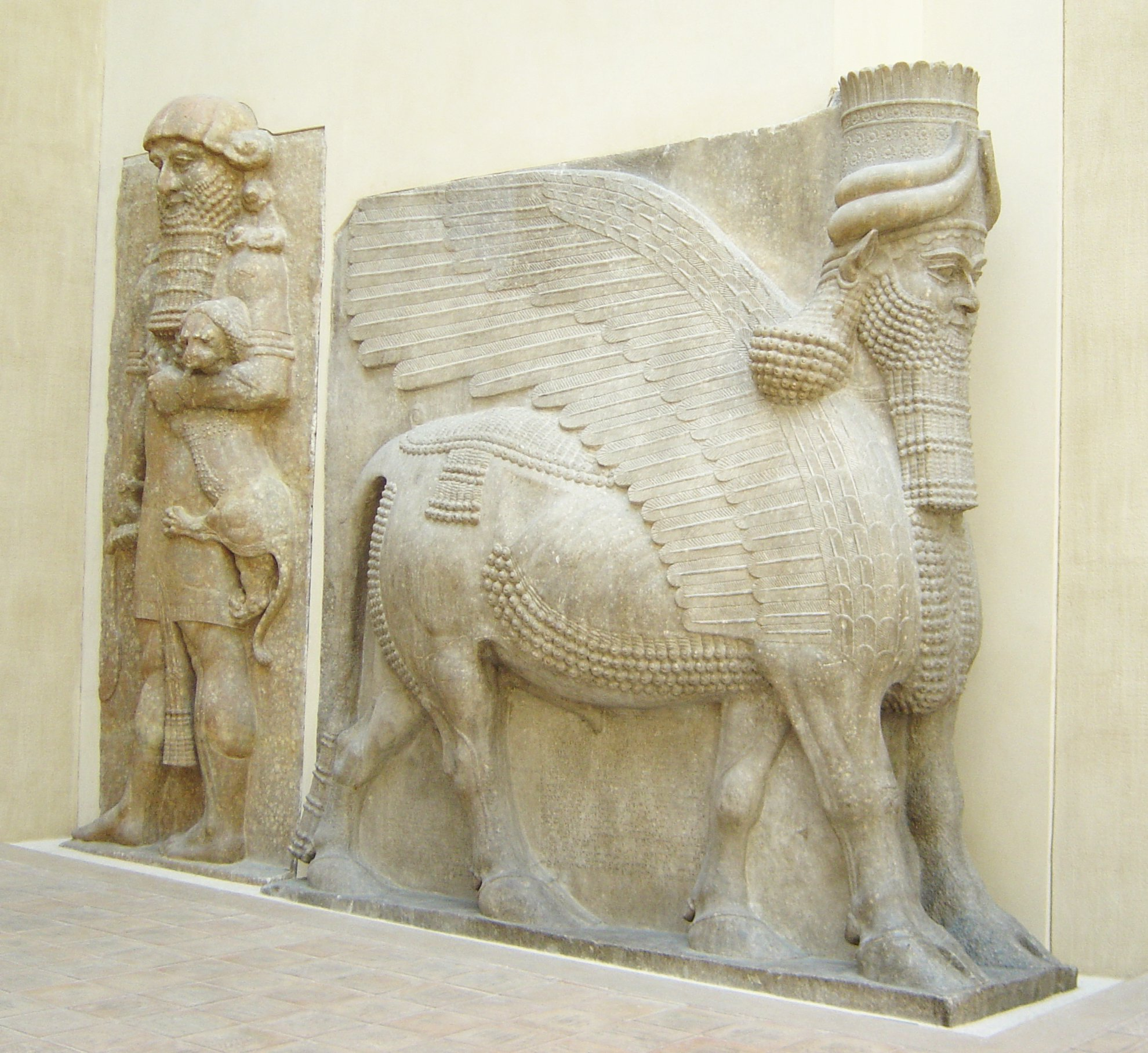
Geflügeltes Mischwesen (Lamassu) aus Dūr Šarrukin

Das Rundbild dieser Epoche ist vor allem durch Herrscherbilder und in der Bauplastik bezeugt. Letztere bildet zusammen mit architektonischen Merkmalen das „Gesamtkunstwerk“ des typisch neuassyrischen Palastes. Die wenigen Beispiele von Herrscherdarstellungen in dieser Technik, Sitz- und Standbilder, wirken sehr statisch. Der Schwerpunkt auf der Ausarbeitung von Oberflächenstrukturen und die geringe räumliche Tiefe zeigen die Nähe zum Flachbild. Wie dort werden die Könige im assyrischen Schalgewand und mit der typischen Haar- und Barttracht abgebildet. Monumentale Darstellungen sogenannter Lamassu zieren viele Türlaibungen neuassyrischer Paläste. Die Darstellungsweise lässt sich treffend als Verschmelzung von Rund- und Flachbild beschreiben. So sind die Mischwesen lediglich von zwei Seiten abgebildet. Beide Ansichten sind unabhängig voneinander, wie das Vorhandensein von drei Vorderbeinen zeigt. Die fast vollplastische Darstellung der Kopfpartie sowie der Vergleich mit den sonst sehr flach gearbeiteten neuassyrischen Reliefs sprechen jedoch auch gegen die Bezeichnung als Flachbild. Im Unterschied zu zahlreichen Flachbildern haben die zugrundeliegenden Steinquader hier eine statisch tragende Funktion. Zeitgenössischen Schriftquellen ist zu entnehmen, dass weitere Tierdarstellungen zur Bauplastik neuassyrischer Paläste gehörten. So ließ Sargon II. in einer Bauinschrift acht bronzene Löwen erwähnen, die als Säulenbasen gedient haben sollen.

#### Flachbild
Besonders typisch für die neuassyrische Zeit sind großformatige Wandreliefs, wie sie in den Herrscherpalästen des 9. bis 7. Jahrhunderts v. Chr. gefunden wurden. Daneben existieren aber weiterhin auch unterschiedliche Arten der Wandmalerei sowie Reliefs auf anderen Bildträgern, wie Obelisken und Thronbasen. Wandreliefs, die auf sog. Orthostaten in zahlreichen Räumen der Paläste angebracht waren, ermöglichen aufgrund ihrer kontinuierlichen Präsenz, die Entwicklung der neuassyrischen Flachbildkunst zu verfolgen. Farbreste auf einigen Stücken zeigen aber auch die ursprüngliche Nähe der Reliefs zur Wandmalerei, zumal es sich in den meisten Fällen um ein ausgesprochen flaches Relief handelt. Die Motive der Reliefs lassen sich zwei unterschiedlichen Aspekten des assyrischen Königtums zuordnen, nämlich dem mythisch-transzendenten auf der einen und dem weltlich-historischen auf der anderen Seite. So zeigen die Reliefs des ersten großen Herrscherpalastes der neuassyrischen Zeit, dem des Aššur-naṣir-apli II. in Nimrud, den Herrscher einerseits in verschiedenen rituellen Szenen, andererseits erzählen sie von den Kriegs- und Jagderfolgen des Königs. Die überlebensgroßen Darstellungen sind teilweise auf halber Höhe mit einem breiten Keilschriftband versehen. Sämtliche Figuren stehen auf der gleichen Grundlinie, wodurch der Eindruck einer Froschperspektive entsteht, was die Größenwirkung weiterhin verstärkt. In horizontaler Richtung erhalten die Bilder ihre Gliederung durch die natürlichen Begrenzungen der einzelnen Orthostatenplatten, die bei der Komposition in der Regel berücksichtigt wurden. Besonders bei den erzählenden Szenen, bei denen neben dem Raum auch ein zeitlicher Ablauf dargestellt wird, fällt eine harmonische Rhythmisierung der Gesamtkomposition auf.
Den Reliefs im Zentralpalast des Königs Tiglat-Pileser III. ist diese Struktur abhandengekommen; die Orthostatenkanten bleiben für die Komposition unberücksichtigt und es zeigt sich ein Hang zum Naturalismus: So wird der zuvor neutrale Hintergrund durch eine detaillierte Darstellung von Landschaft, Flora und Fauna ersetzt. Gleiches gilt für den Palast Sargons II. in Dūr-Šarrukin. Die beobachteten Entwicklungen setzen sich im 7. Jh. n. Chr. mit den Reliefs im Südwestpalast Sanheribs in Ninive fort. Das Dargestellte wird sowohl durch die Gestaltung des Hintergrundes als auch durch Inschriften in Raum und Zeit fixiert, was bei Reliefs im Palast Aššur-naṣir-apli II. nur durch Kombination der Bilder mit den Annalen zu erschließen war.
Identische Stilmerkmale wie im Steinrelief findet man auch in der Malerei und in der Bronzekunst. Aus Balawat stammen Bronzebeschläge eines Tores, die reich mit Szenen dekoriert sind.

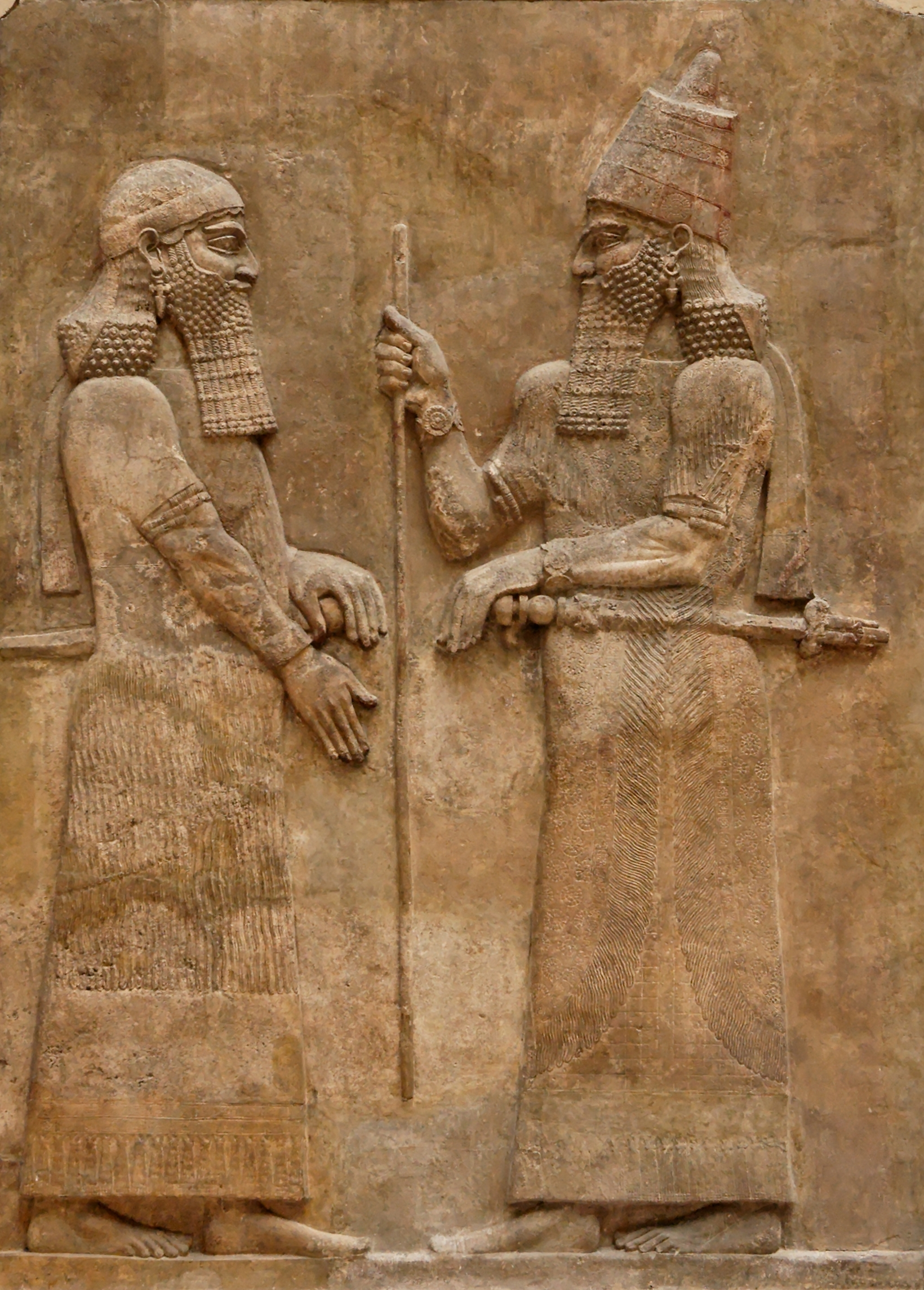
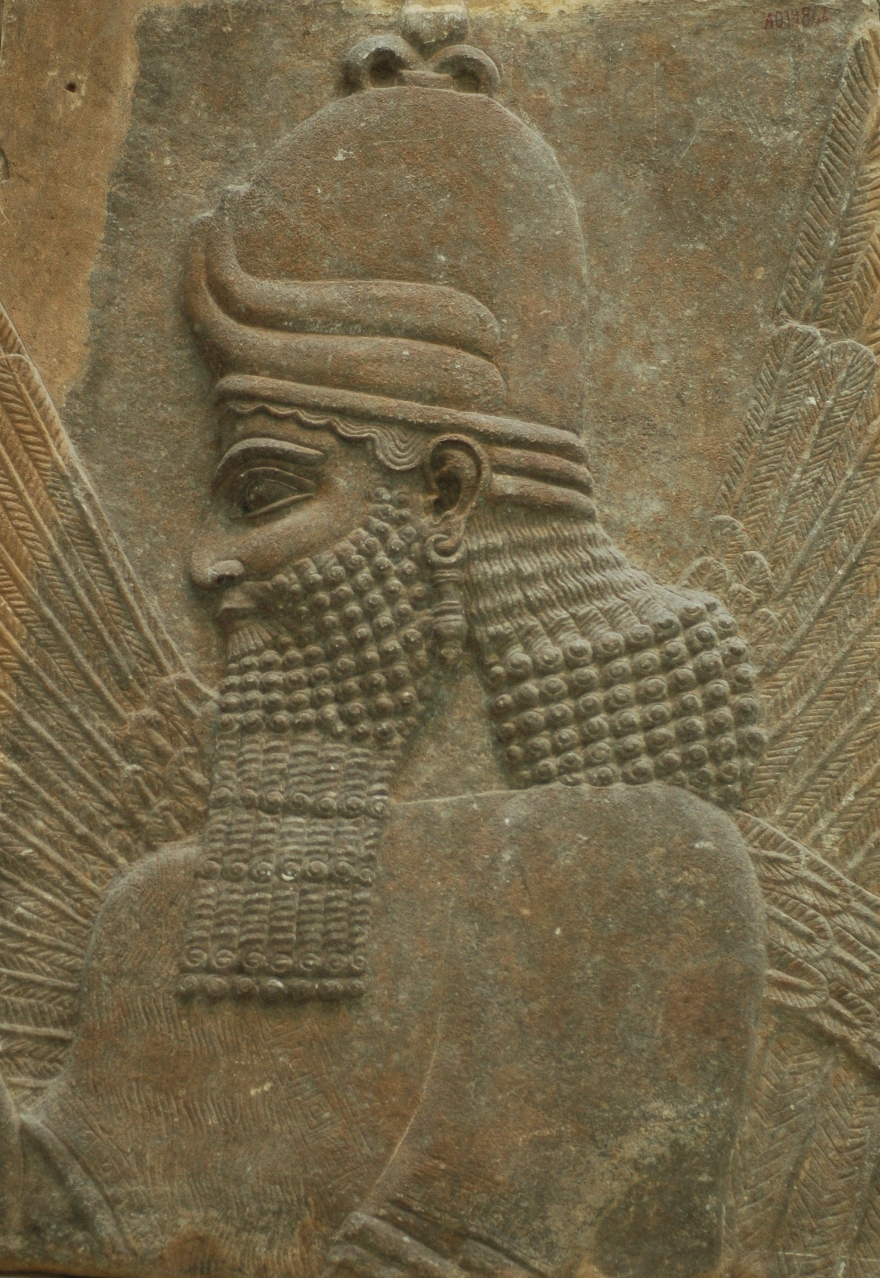
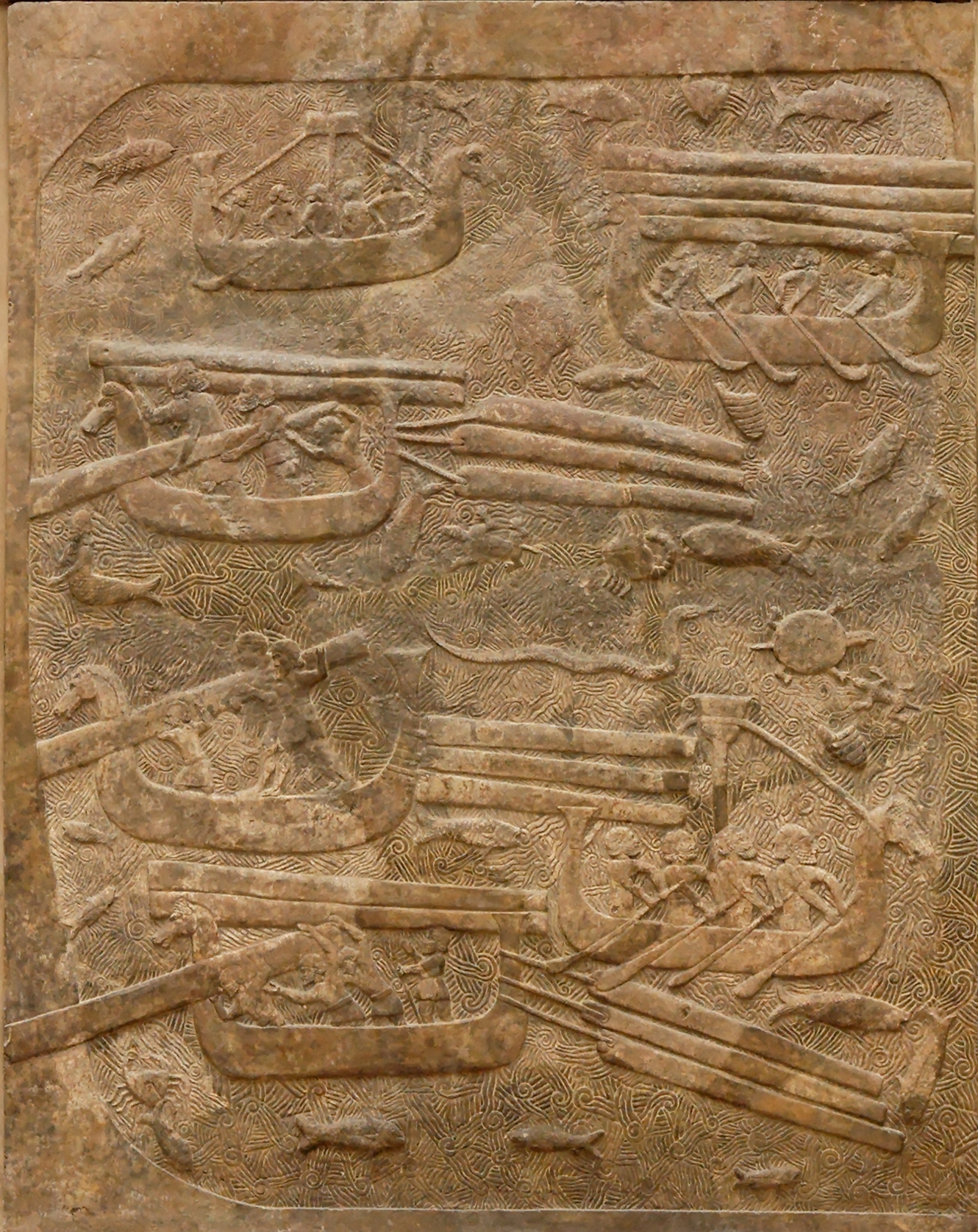
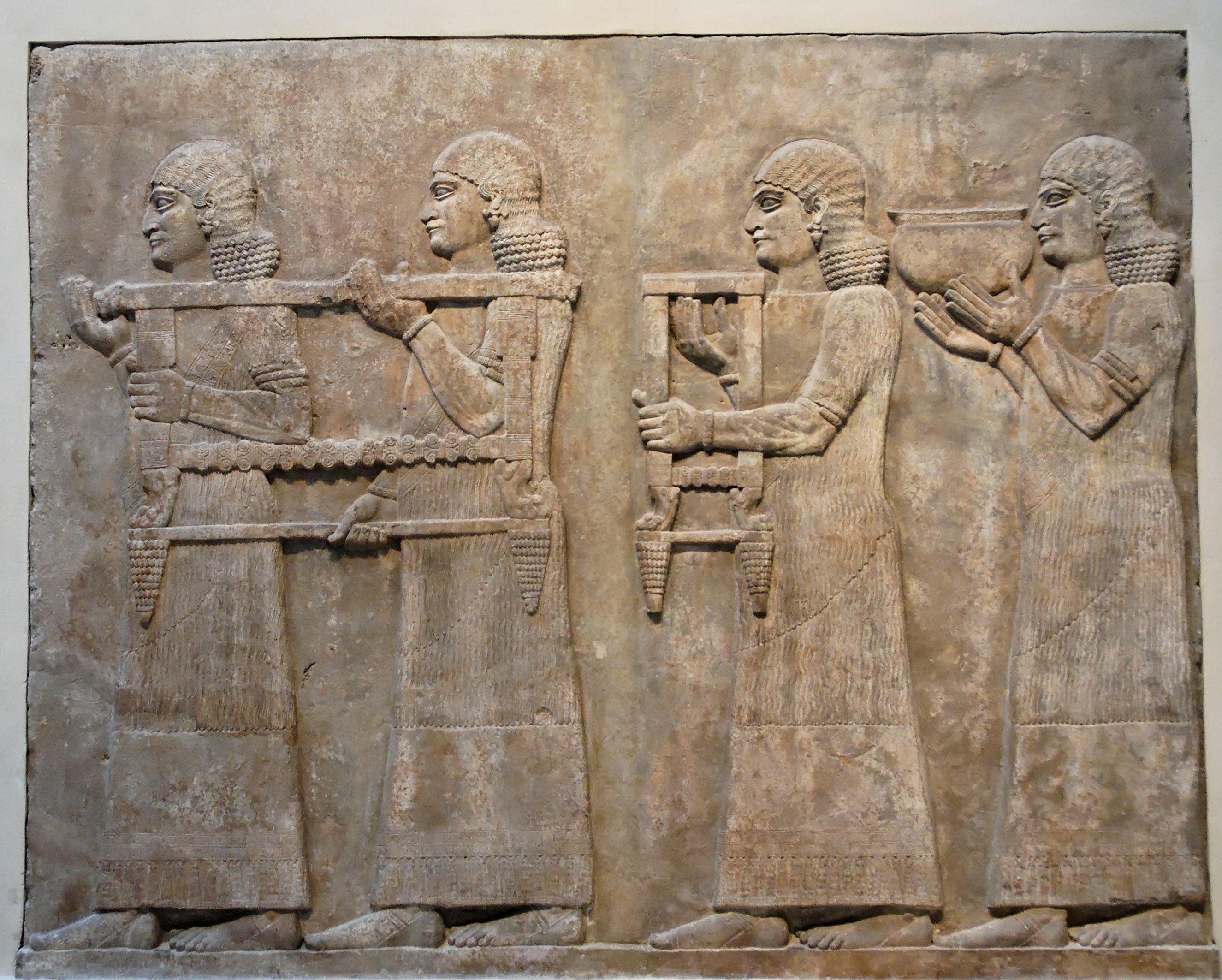